# フォルクスワーゲン・パサート
パサート（PASSAT）は、ドイツの自動車メーカー、フォルクスワーゲンが製造・販売している乗用車である。

## 概要
1960年代後半、フォルクスワーゲン（VW）の主力車種は依然としてタイプ1（ビートル）であり、K70（ロータリーエンジンを搭載したNSU・Ro80のレシプロエンジン版）など他の車種もあったものの商業的に成功していたとはいえず、この状態から脱却するために開発されたのがパサートである。
1973年、ジョルジェット・ジウジアーロがデザインしたとされる初代パサートは、縦置きエンジンのアウディ・80をベースとする姉妹車であり、80がノッチバックであるのに対してパサートはファストバックスタイルを採用し、より若々しいキャラクターづけがなされていた。2代目も同じくアウディ・80をベースとするが、新たにノッチバックのサンタナがデビューし、貿易摩擦解消の意味も兼ねて、日本では日産自動車がノックダウン生産を行っていた。
3代目（B3＆B4）でアウディとの姉妹関係は一旦解消され、一般的な横置きエンジンに改められた。その後、4代目（B5＆B5.5）では再びアウディとプラットフォーム（A4）を共用する縦置きエンジン車となり、アウディのV型8気筒エンジンに匹敵するW型8気筒エンジンを搭載したモデルが登場するなど、堅実なファミリーセダンからフォルクスワーゲンのフラッグシップとしての高級化を目指した。
5代目（B6＆B7）からは再び横置きエンジンとなり、ゴルフと姉妹車の関係になった。
初代から6代目（B8＆8.5）までで50年以上の歴史を誇り、フォルクスワーゲンの伝説的なベストセラー、ビートルを超える3,400万台以上が販売されている。
7代目（B9）のボディタイプはヴァリアントが主体となり、セダンは中国市場（マゴタン）を除いて廃止された。

## 初代 B1（1973 - 1981年）
アウディ・80（初代）をベースに縦置きエンジンで前輪を駆動する。またフロントフェンダーやドアパネルなども同じ物が使用され、徹底したコストダウンを行った。
1977年、マイナーチェンジが施され、ヘッドライトが丸型2灯から丸型4灯式に変更された。翌1978年のマイナーチェンジではウレタンバンパーが採用され、フロントウインカーがバンパーからヘッドライト横に移された。ブラジル法人の「フォルクスワーゲン・ド・ブラジル」でも生産されたほか、日本へは全年式に渡ってヤナセが輸入を行っていた。

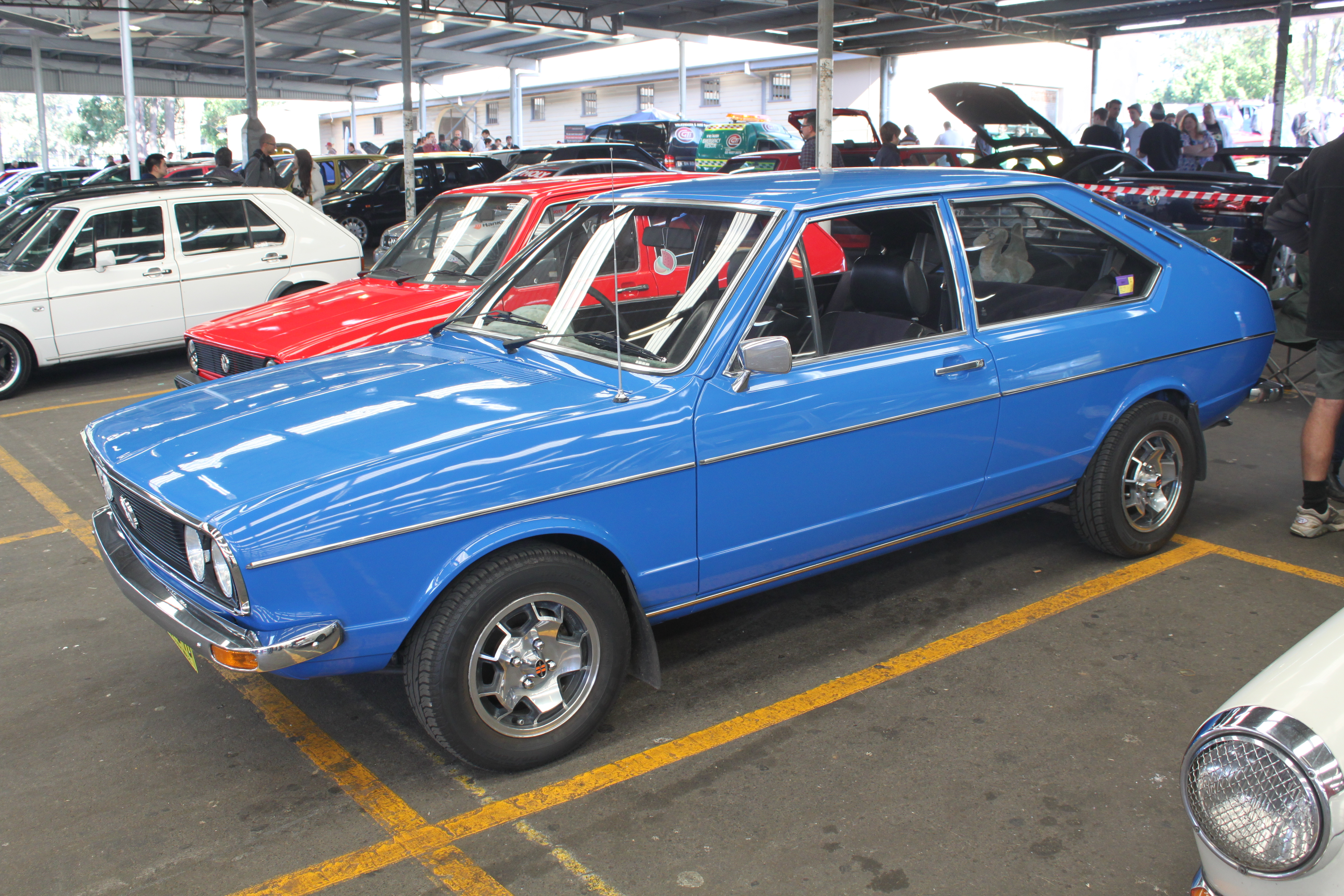
3ドア
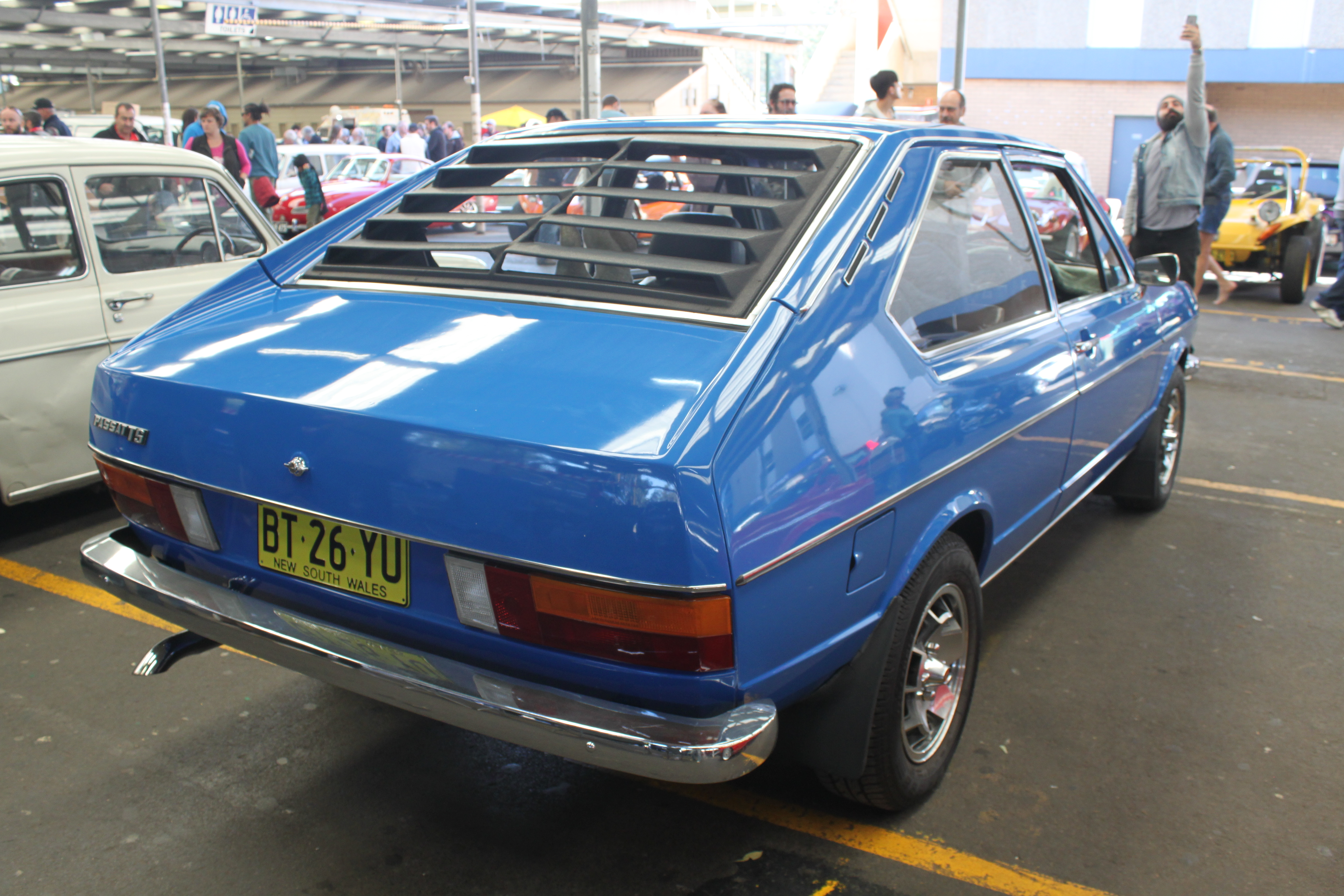
3ドア
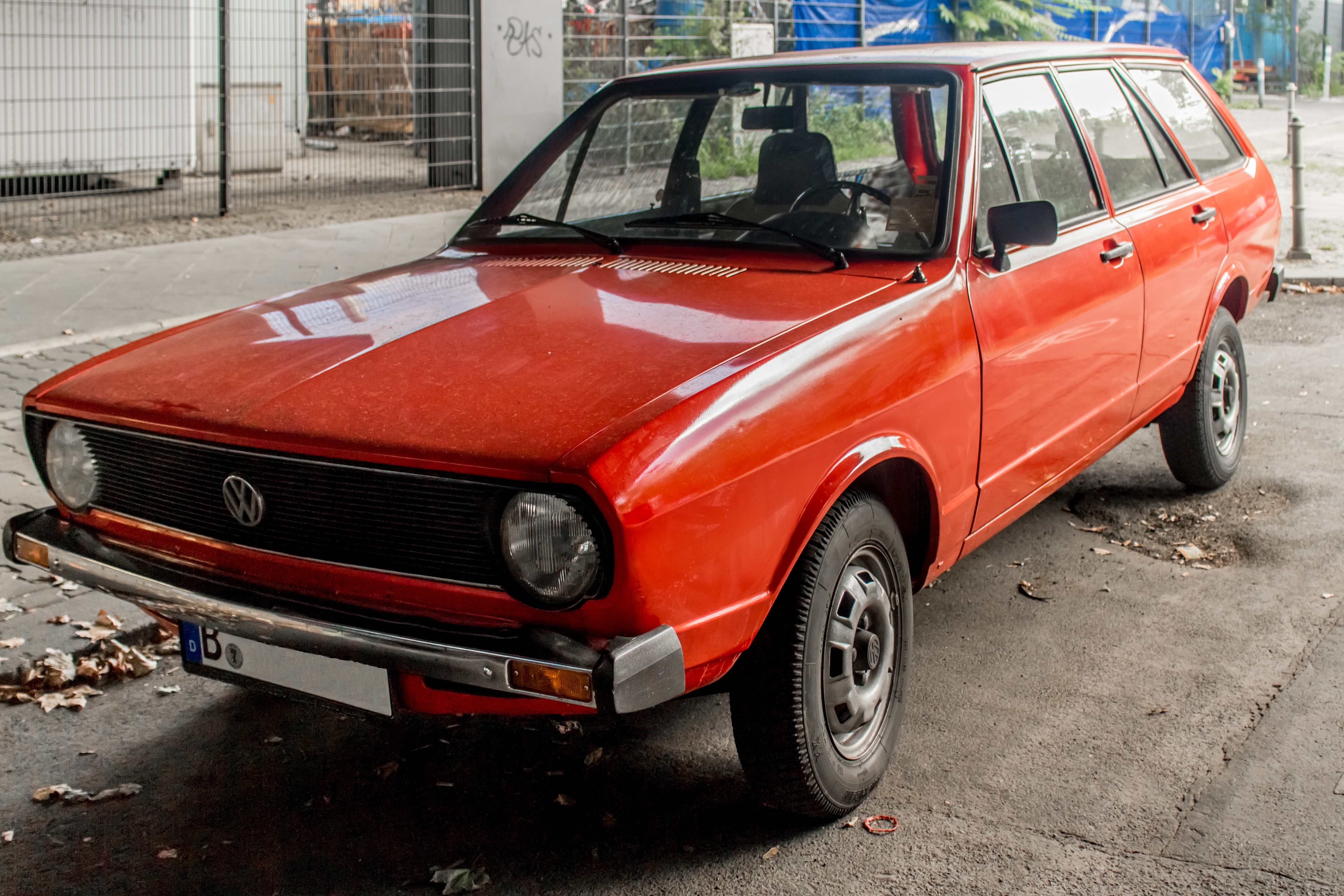
ヴァリアント
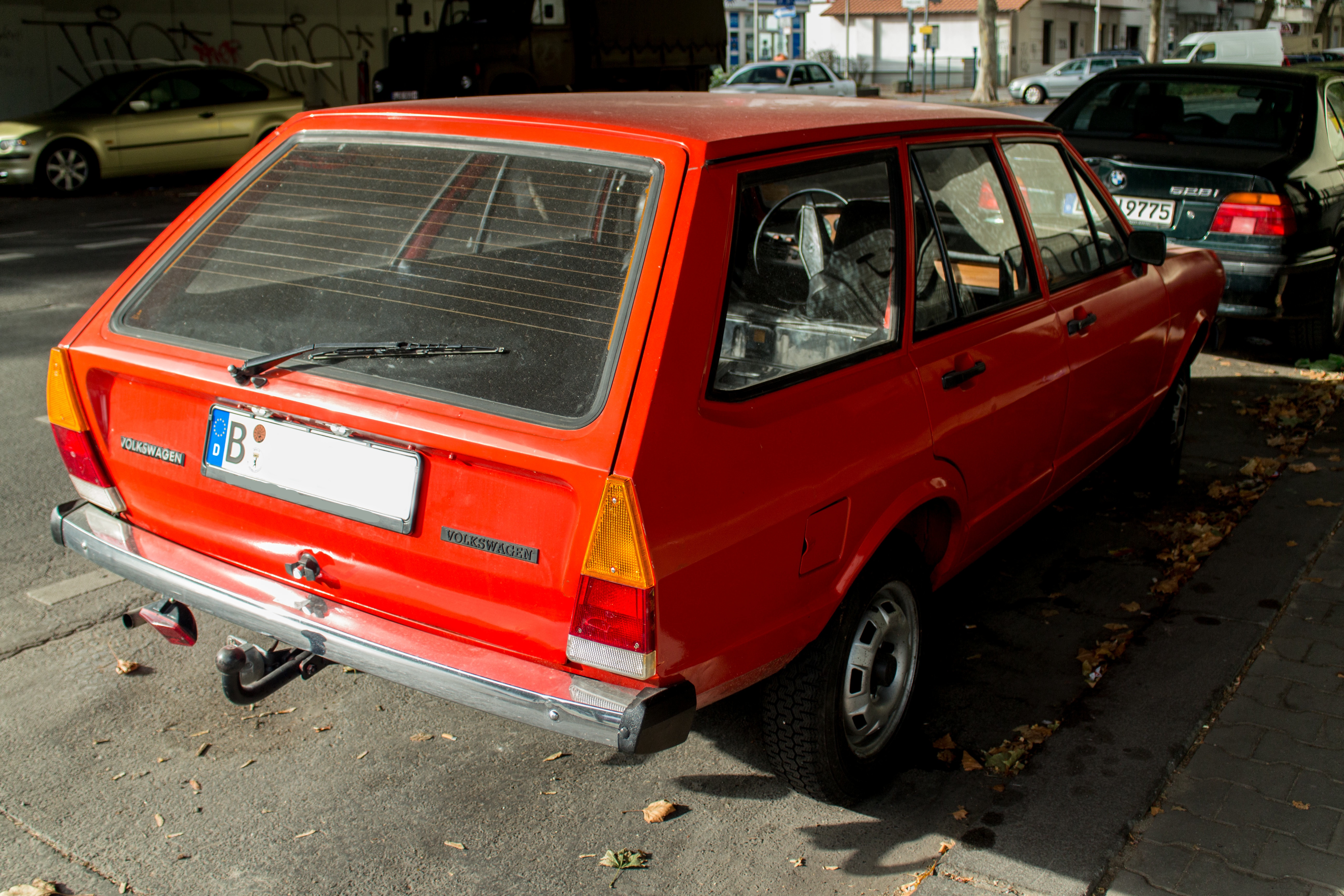
ヴァリアント

### エンジン
- 1.5 L 直列4気筒SOHCキャブレター、75馬力（LS）
- 1.6 L 直列4気筒SOHCインジェクタ、82馬力（GLE）
- 1.5 L 直列4気筒SOHCディーゼルエンジン、50馬力（GLD）

## 2代目 B2（1981 - 1988年）
初代と同じくアウディ・80（2代目）をベースとしている。相変わらず縦置きエンジンであるが、1984年には4WDであるシンクロが追加されている。ボディ形式は3ドアが落とされ、5ドアハッチバックとヴァリアントがラインナップされていたが、1981年にはノッチバックのサンタナがデビューした。
日本ではゴルフが発売されて以降、ヤナセのVW車販売はゴルフが主力となり、また同時期に日産によってサンタナがノックダウン生産・販売されていた関係で、当代は正規輸入されなかった。ただ一部ヴァリアントのシンクロモデルが並行輸入されていた。

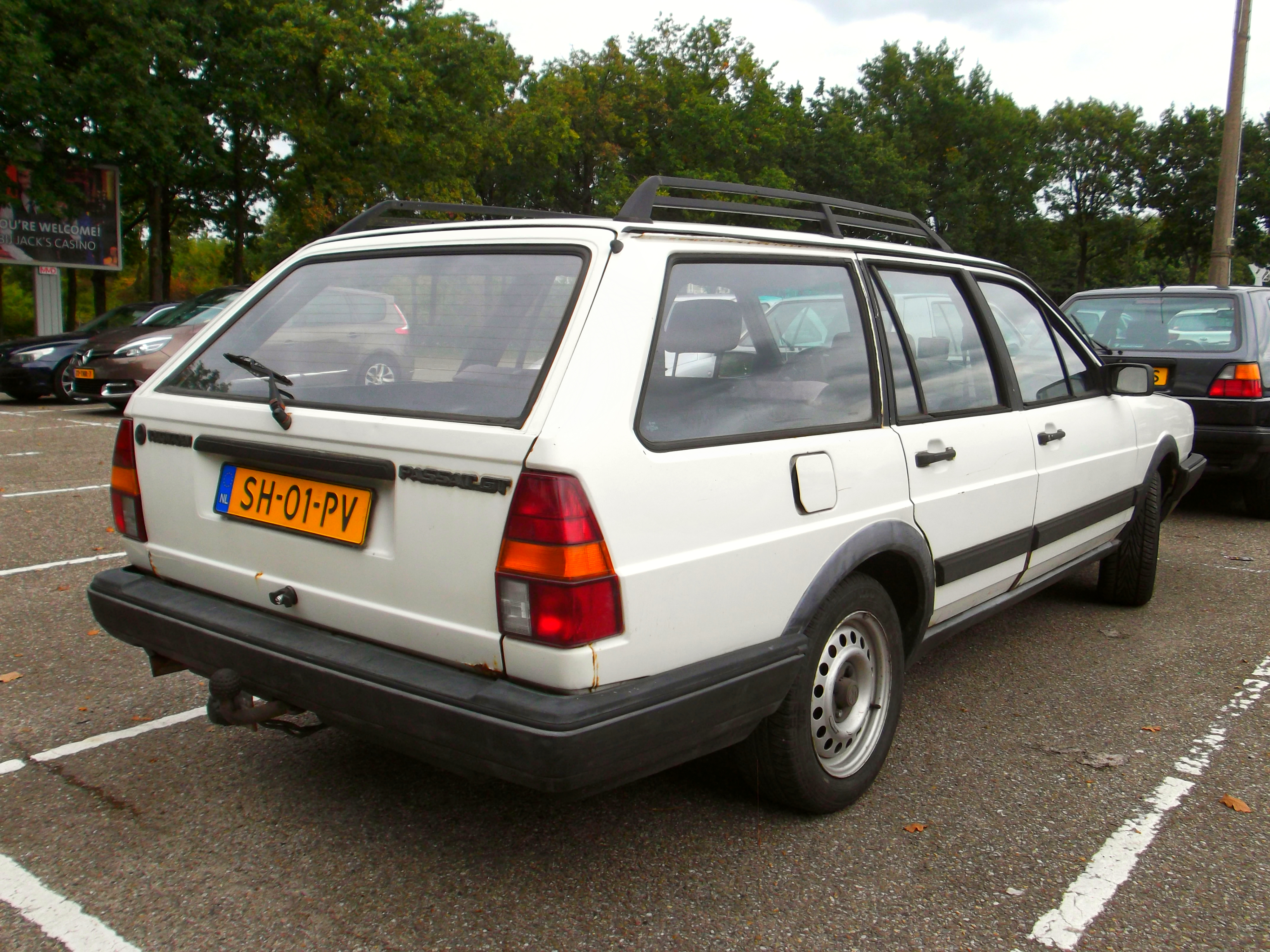
ヴァリアント リア

## 3代目 B3 & B4（1988 - 1997年）
アウディとの姉妹関係を解消し、横置きエンジンへ改められた。グリルレスのフロントマスクが特徴で、サイドミラーの付け根部分のデザインまで空力に配慮している。ボディタイプはハッチバックがラインナップから消滅し、セダンもサンタナからパサートの呼称に統一され、ヴァリアントとセダンの2本立てとなった。
B3はグリルレスのフロントデザインが市場に受け入れられず、B4ではフロントグリルを持つデザインへと変更された。このフロントグリルは「ハッピーフェイス」と呼ばれ、1990年代後半のVWのデザインのスタンダードとなった。
日本でのラインナップはヴァリアント（ワゴン）を主力に据え、ヴァリアントがVR6とGLの2種、セダンがVR6のみと従来よりも整理された。ヤナセが輸入していたモデルのエンジンは当初2.0 LのDOHCモデルだけであったが、モデル末期に2.8 LのVR6が追加されている。1988年6月には日産自動車とライセンス生産での合意を発表し、当初は日産サニー・プリンス販売会社でも併売されていた。途中からヤナセとVWとの提携が決裂したため、ファーレン店およびDUO店での販売となる。

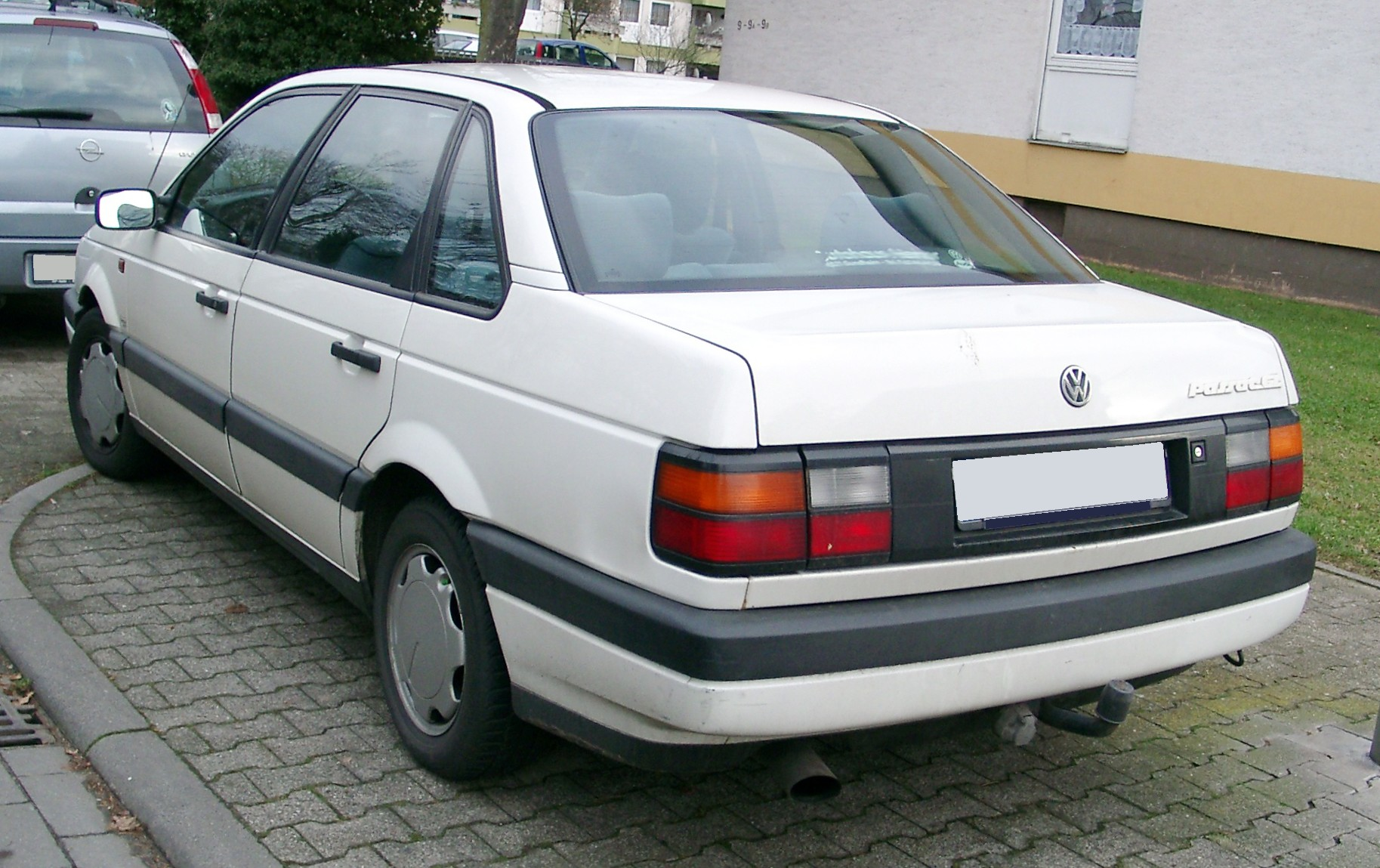
B3 セダン
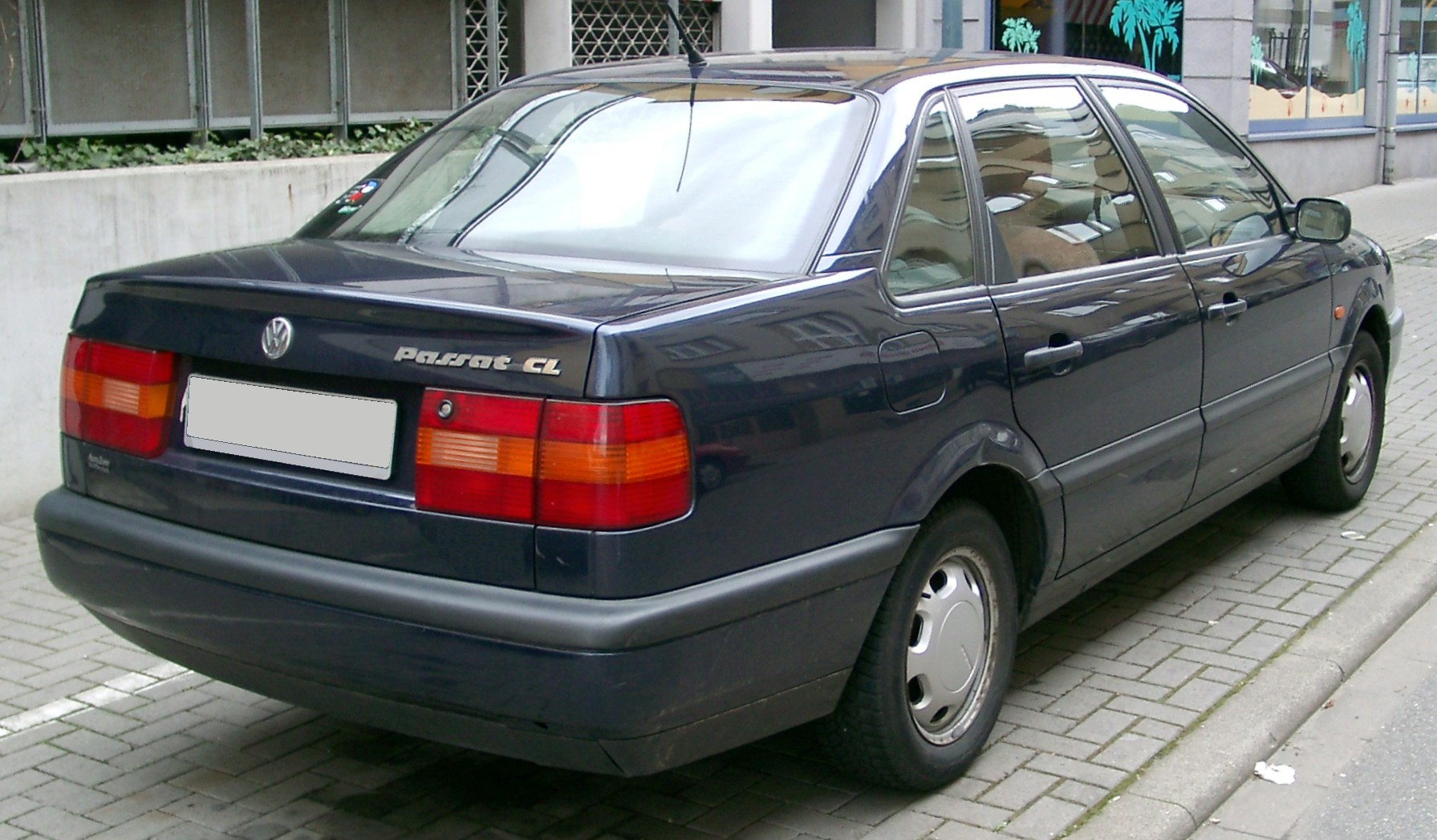
B4 セダン
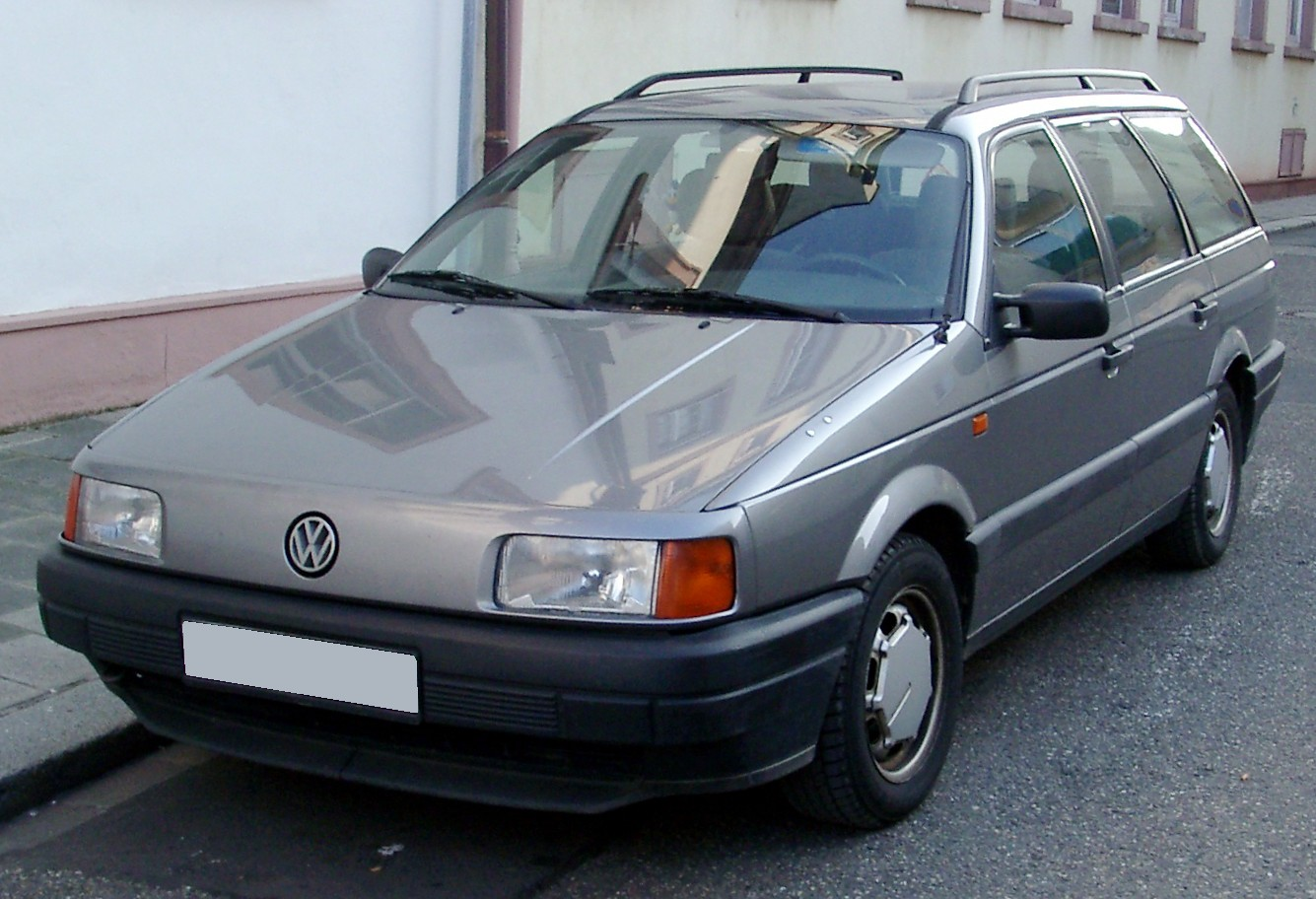
B3 ヴァリアント
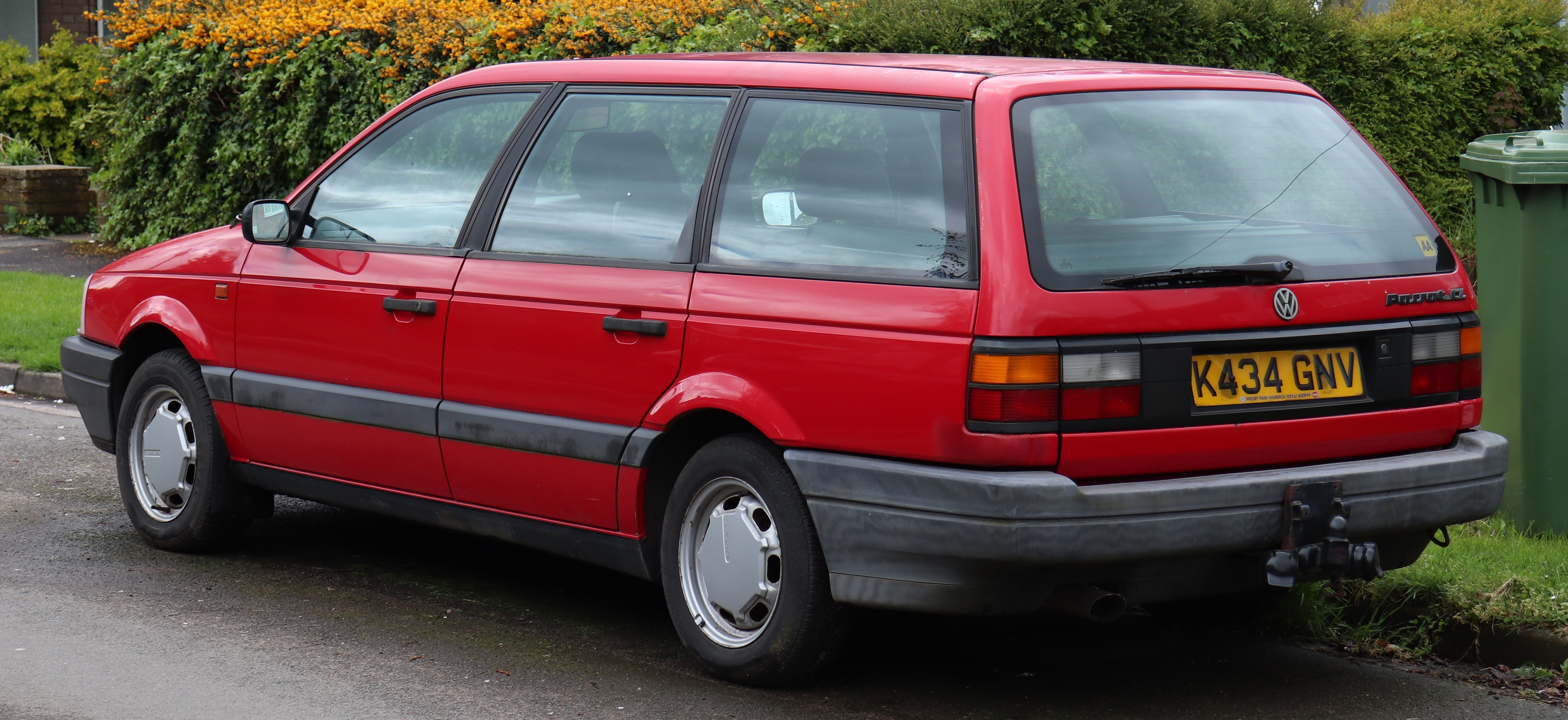
B3 ヴァリアント
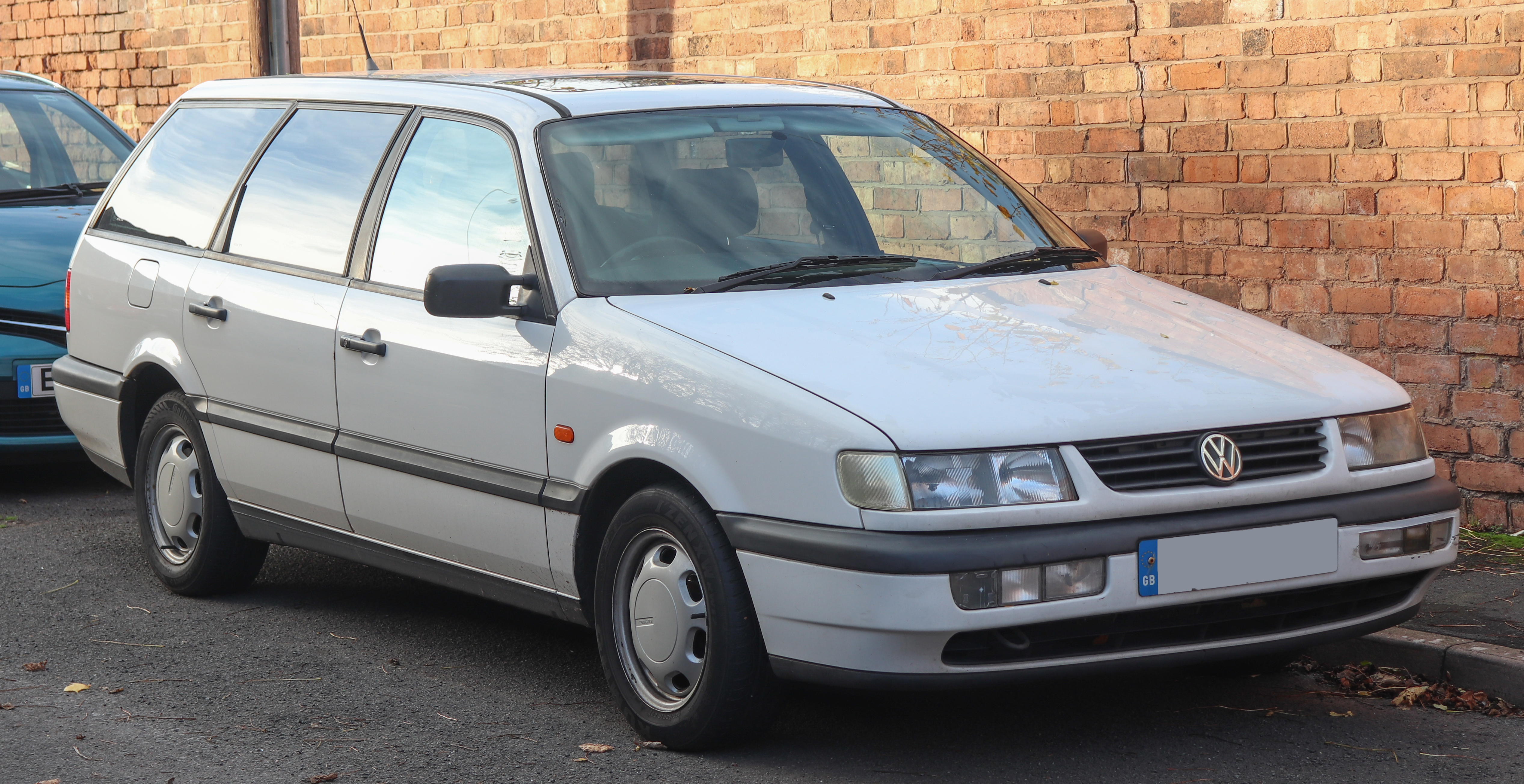
B4 ヴァリアント
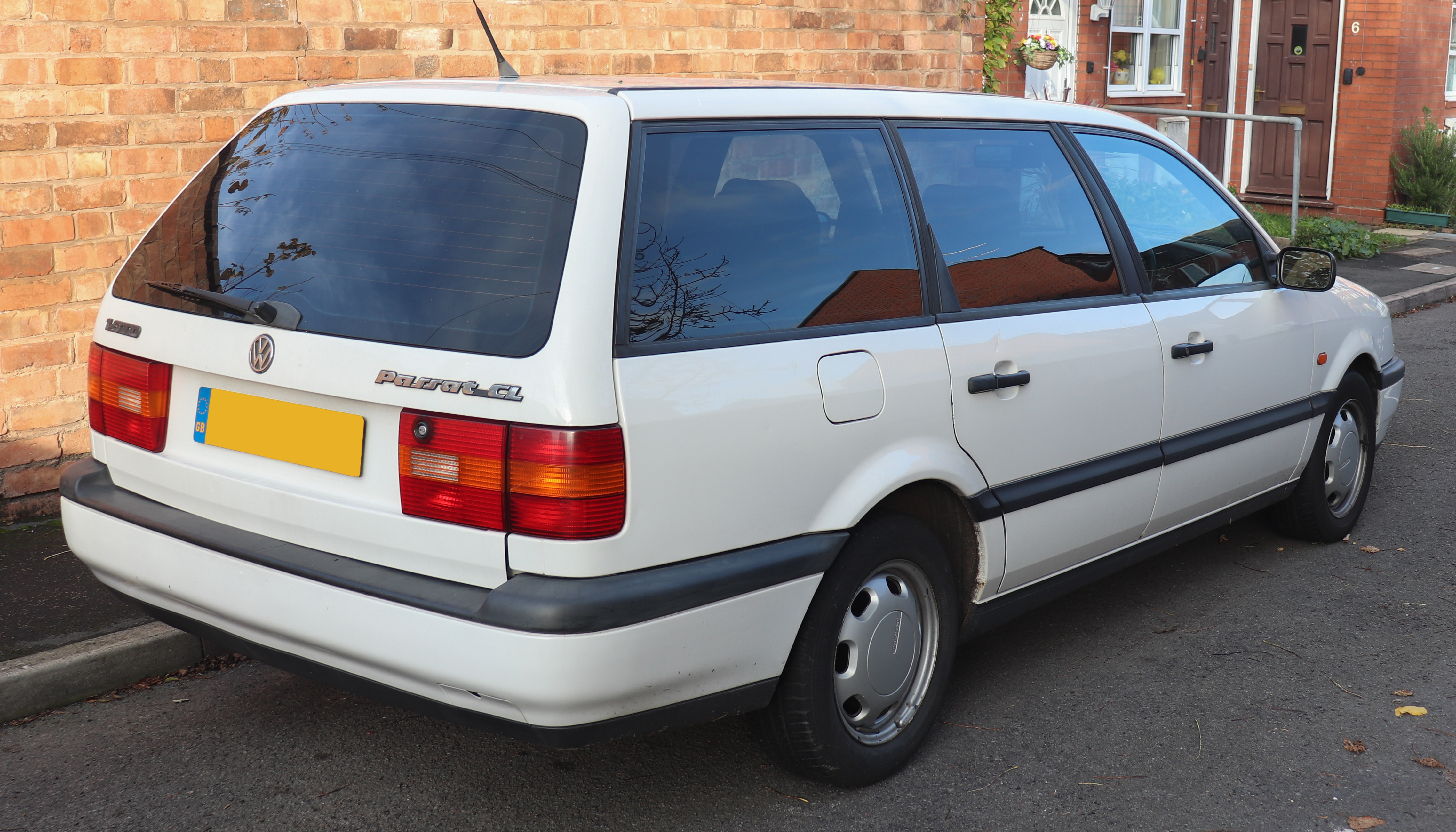
B4 ヴァリアント

### エンジン
- 2.0 L 直列4気筒DOHC、135馬力（セダンGT、ヴァリアントGL）
- 2.8 L VR6SOHC、170馬力（VR6）
- 2.0 L 直列4気筒SOHC、115馬力（ワゴンGL）
- 2.8 L VR6SOHC、170馬力（VR6）

## 4代目 B5 & B5.5（1996 - 2011年）
アウディとの姉妹関係が復活し、A4 (B5)とプラットフォームを共用する縦置きエンジン車となった。当時VW全体で推し進められていたフェルディナント・ピエヒ主導による高級化路線によって、ボディデザイン、塗装やボディパネルの継ぎ目、各パーツの組み付け精度など、内外装ともに品質が格段に向上した。
当初のラインナップはアウディ製の5バルブヘッド・1.8 Lのターボと自然吸気（NA）の2種であったが、ライバルをより上級車に設定し、後にアウディの2.8 Lエンジンとクワトロを流用したV6シンクロが追加された。
2001年に大幅なマイナーチェンジを実施（B5.5）。外観デザインを大幅に変更し、クロームパーツの多用や新開発のW型8気筒エンジンの搭載などでさらなる高級化へとシフトした。ベーシックグレードのアウディ製1.8 L エンジンは自社製の2.0 Lエンジンに置き換えられ、シンクロは4モーションと名称を改め、ラインナップにはV5やW8 4モーションが追加された。
B5 Typ 3Uにはこのほか、ホイールベースを2,803 mm、全長を4,803 mmに拡大し、後席居住性をより重視したシュコダ・スペルブ（2001 – 2008）と、中国国内向けに上海フォルクスワーゲンで製造されるフォルクスワーゲン・リンユー（Passat Lingyu）の姉妹車もある。

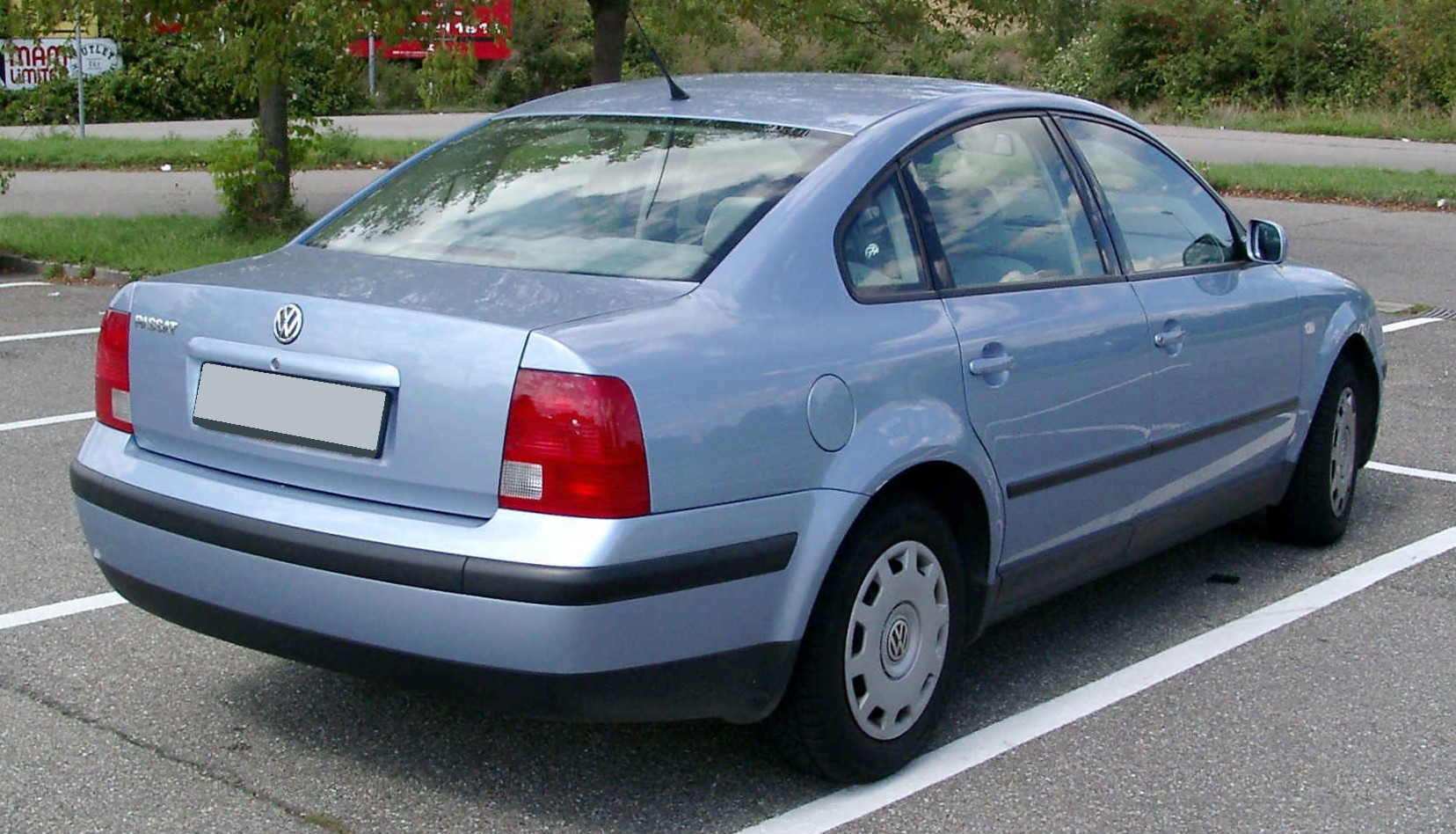
B5 セダン
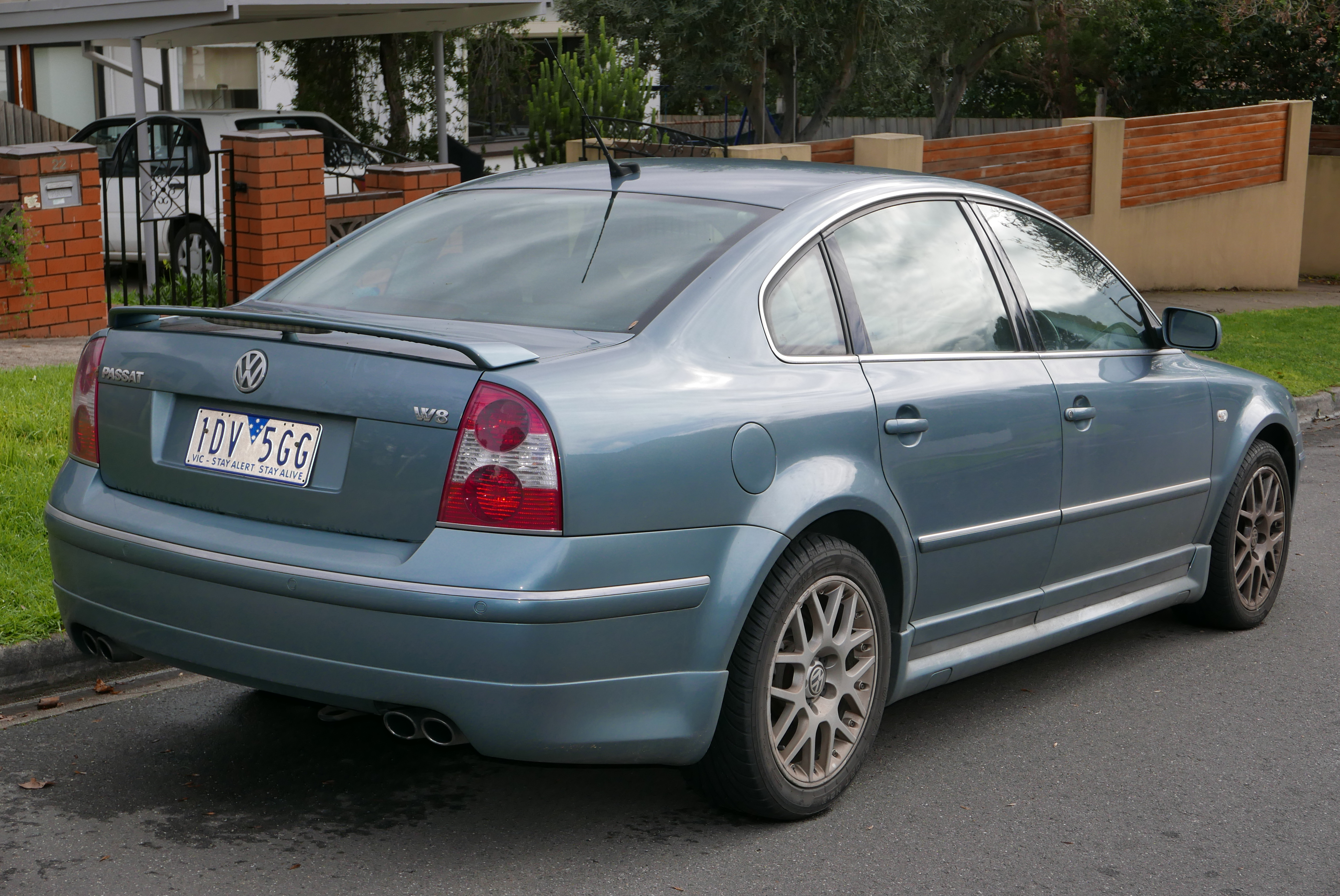
B5.5 W8セダン
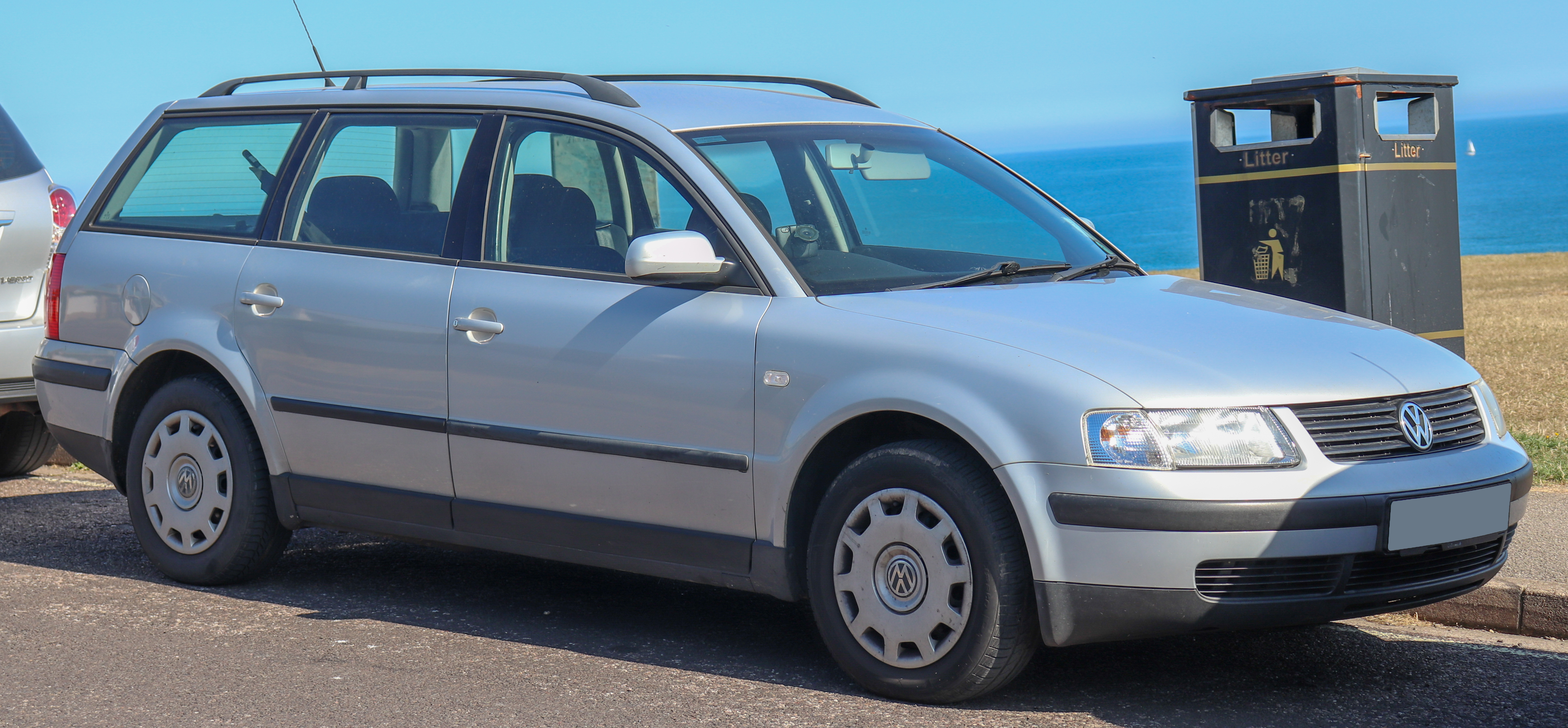
B5 ヴァリアント
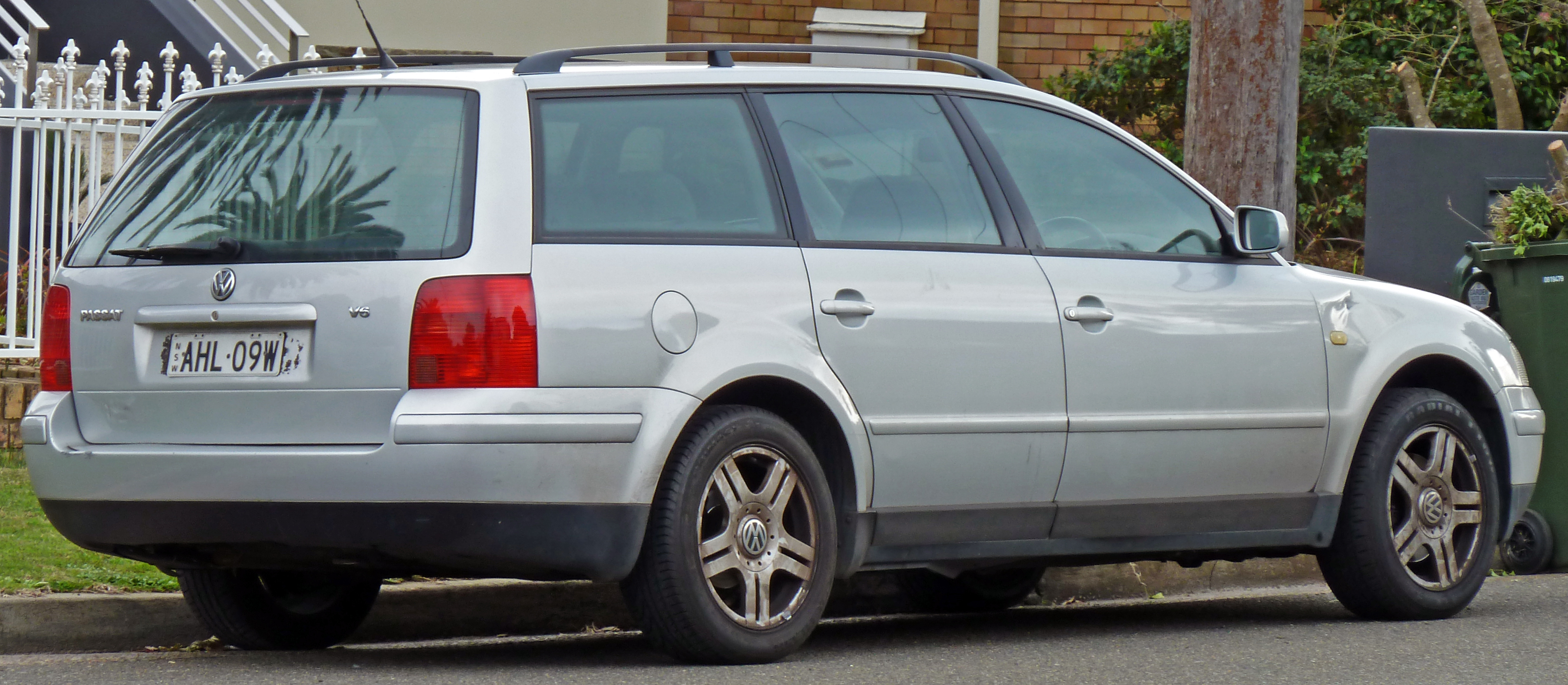
B5 ヴァリアント
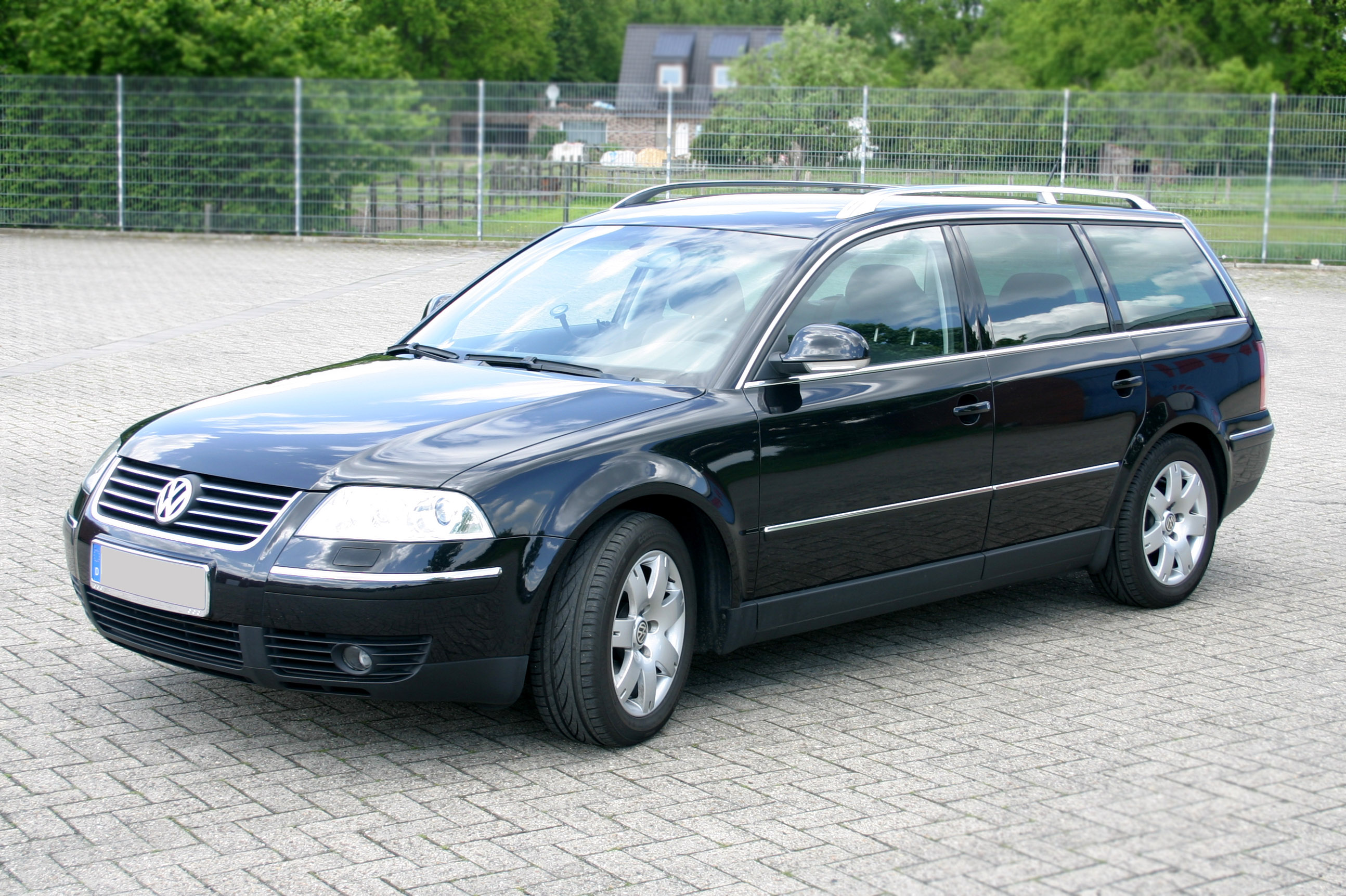
B5.5 ヴァリアント
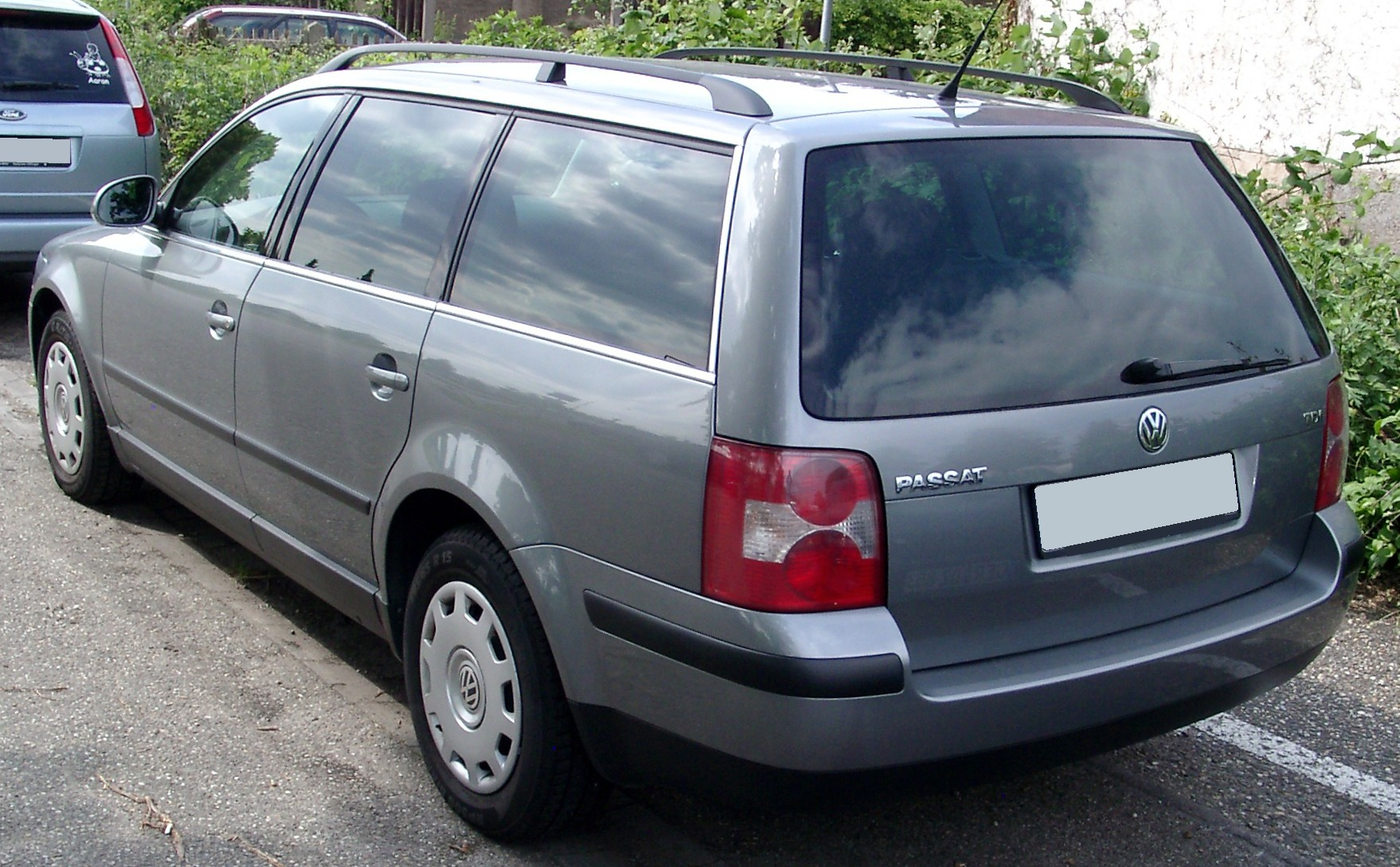
B5.5 ヴァリアント
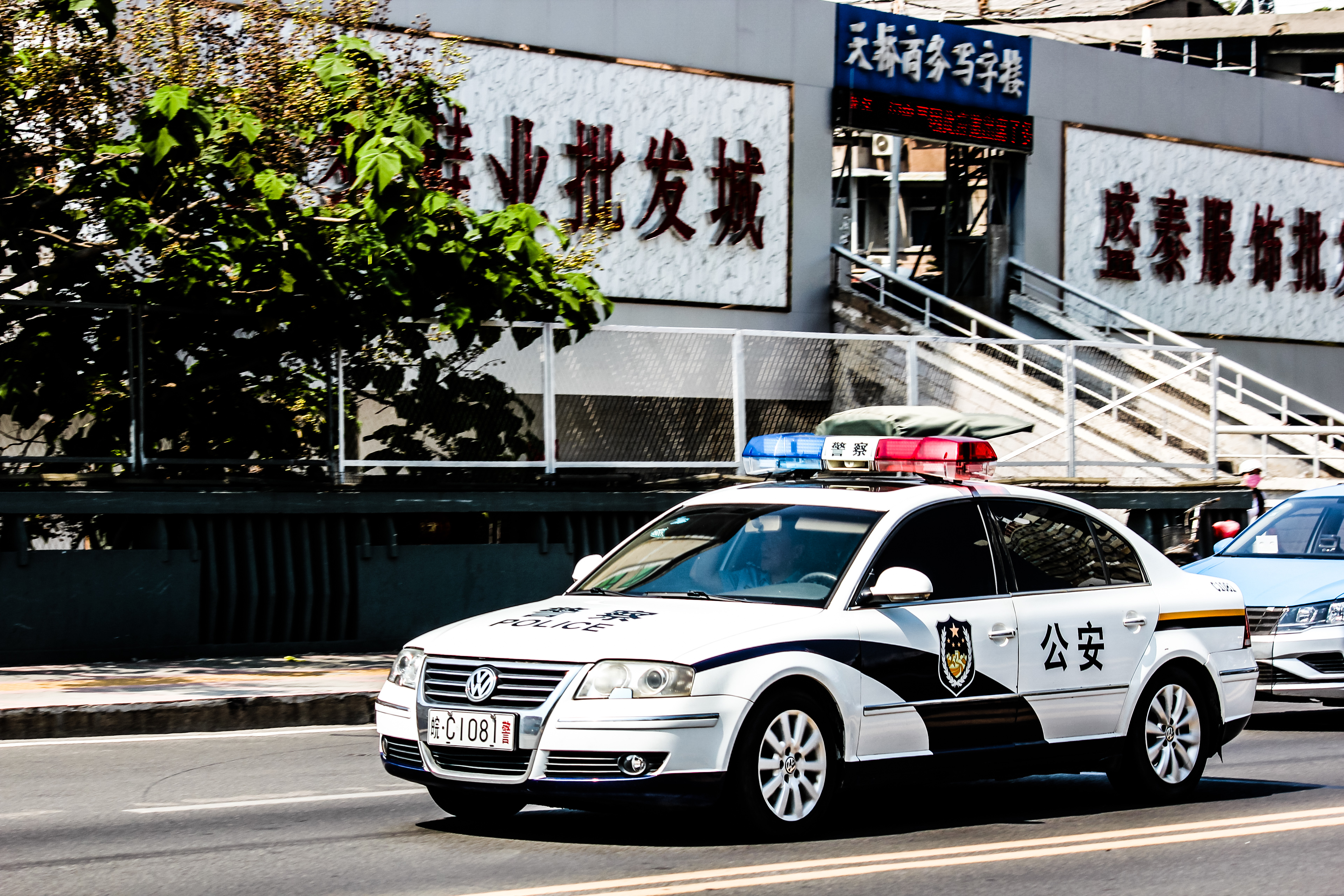
上海フォルクスワーゲン・パサート リンユー（Passat Lingyu）警車

### エンジン
日本発売モデルのみ記す。
前期
- 1.8 L 直列4気筒DOHC 20バルブ、125馬力（1.8）
- 1.8 L 直列4気筒DOHCターボ 20バルブ、150馬力（1.8T）
- 2.8 L V型6気筒DOHC 30バルブ、193馬力（V6 シンクロ）

後期
- 2.0 L 直列4気筒SOHC、115馬力
- 2.3 L VR5SOHC、170馬力（V5）
- 2.8 L V型6気筒DOHC 30バルブ、193馬力（V6、V6 4モーション）
- 4.0 L W型8気筒SOHC、275馬力（W8 4モーション）

## 5代目 B6 & B7（2005 - 2014年）
再びアウディA4との姉妹関係を解消して5代目ゴルフとシャーシを共通化、横置きエンジンに改められたが、ボディは更に大型化された。パワーユニットもゴルフと共用、W8エンジン搭載車は廃止され、日本市場には直列4気筒及びV型6気筒を投入。ワゴンの名称はヴァリアントに戻された。ハイパフォーマンスモデルであるR36は、セダン・ヴァリアントともに設定がなされているが、日本市場ではヴァリアントのみが導入された。
中国ではB5までは上海VWが製造・販売していたが、B6は一汽VWからマゴタン（Magotan ）の車名で製造・販売されている。一方、上海VWはシュコダ・スペルブB5をベースにパサート領馭（Lingyu）という中国専用車を開発して販売している。
2008年1月、デトロイト・ショーで、4ドアクーペ（クーペフォルムを持つ4ドアセダン）のパサートCC（CC）が派生車種として発表された。
2010年2月、ヴァリアントのTSIコンフォートラインをベースとした特別仕様車「プライムエディション」が発売。外観には専用のフロント・リアスポイラーなどを採用し、トランスミッションは従来の6速ATから7速DSGに変更。足回りには専用のアルミニウムホイールとモビリティタイヤを特別装備された。また、R36は2009年モデルを最後に販売終了となった。
2010年、モンディアル・ド・ロトモビルにてB7を発表。ドイツ本国では同年よりデリバリーが開始された。基本部分は旧型からのキャリーオーバとなり、サイズも旧型と同一である。
ワルテル・デ・シルヴァによるVW車の統一デザインアイディンティティが導入され、エクステリアはシャープでシンプルな印象を強めた。フロントマスクには水平基調のラジエターグリルを配したほか、バイキセノンヘッドライトには、LEDのポジショニングランプとLEDテールライトが同時装着される。インテリアは、クーペモデルの「パサートCC」に準じたデザインを採用。ダッシュボード中央にアナログ時計を配した。
低燃費技術「ブルーモーションテクノロジー」を新たに採用し、アイドリングストップ機構のStart/Stopシステムやブレーキエネルギー回生システムなどが装備された。さらに、遮音フィルムをラミネートしたフロントウィンドウの採用や、ダッシュボードやドア内張りに遮音材を施すことで静粛性をアップしている。また、フォルクスワーゲンとしては初めて、ドライバー疲労検知システムを全車に搭載する。
なお、B7は北米地域には投入されず、代わりに後述のNMSが導入された。
2011年5月19日、B7を日本でも発表。従来よりもパワートレインがダウンサイジングされ、1.4L TSIエンジンに7速DSGと、前述のブルーモーションテクノロジーを組み合わせることで10・15モード燃費は18.4km/ℓを達成した。一方で、従来設定のあった2.0 L直列4気筒や3.2L V6は廃止された。
グレードは、セダン・ヴァリアントともに「TSIコンフォートライン」と、ナパレザーシートやウッドパネルなどが装備される上級モデル「TSIハイライン」の2種類が用意された。
同年7月5日、一汽VWから中国仕様車が新型マゴタンとして発表された。ホイールベースがB7から100mm延長されて2,812mmとなっており、後部座席の居住性が向上されている。

### エンジン
- 1.8 L 直列4気筒DOHCターボ、160馬力（TSIコンフォートライン）
- 2.0 L 直列4気筒DOHCターボ、200馬力（TSIスポーツライン）
- 3.2 L VR6DOHC、250馬力（V6 4モーション）
- 3.6 L VR6DOHC、299馬力（R36）
- 1.4 L 直列4気筒DOHCインタークーラー付ターボ、122馬力（TSI Comfortline/TSI Highline）
- 2.0 L 直列4気筒DOHCインタークーラー付ターボ、211馬力（オールトラック）

### NMS
2011年1月、北米国際オートショーにて北米向けパサートが発表された。開発コード「NMS」（New Midsize Sedanの略）して開発が進められてきた北米戦略車種となる中型セダンである。生産はアメリカ合衆国テネシー州チャタヌーガに建設された新工場にて行われる。エンジンは2.5 L 直列5気筒、3.6 L VR6、2.0 L 直列4気筒ディーゼルの3種類。
また、NMSは中国でも上海VWにて製造されており、同年4月の上海モーターショーにて新型パサートとして発表された。エンジンは3種類のTSI（1.4 L、1.8 L、2.0 L）が搭載される。

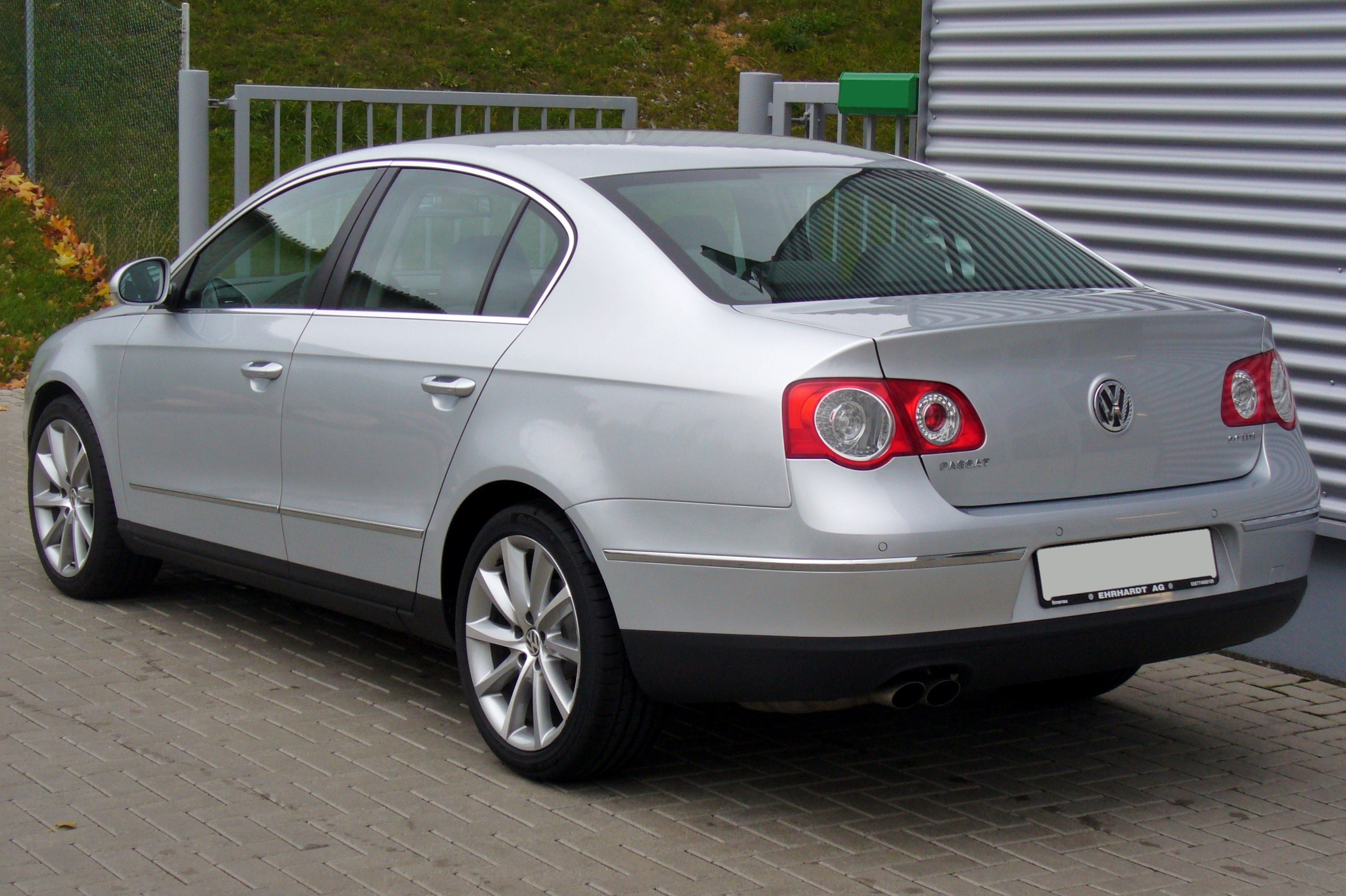
B6 セダン
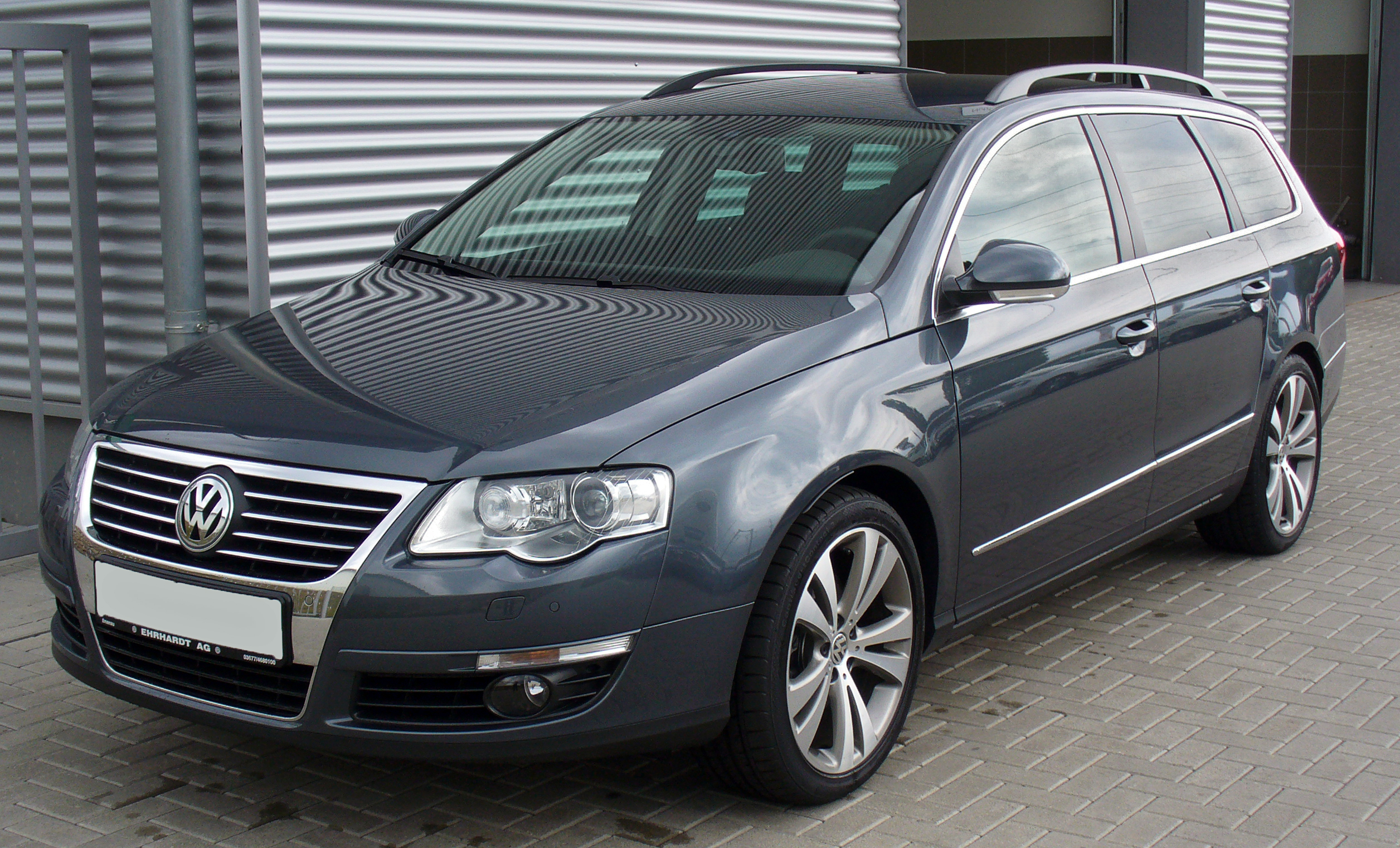
B6 ヴァリアント
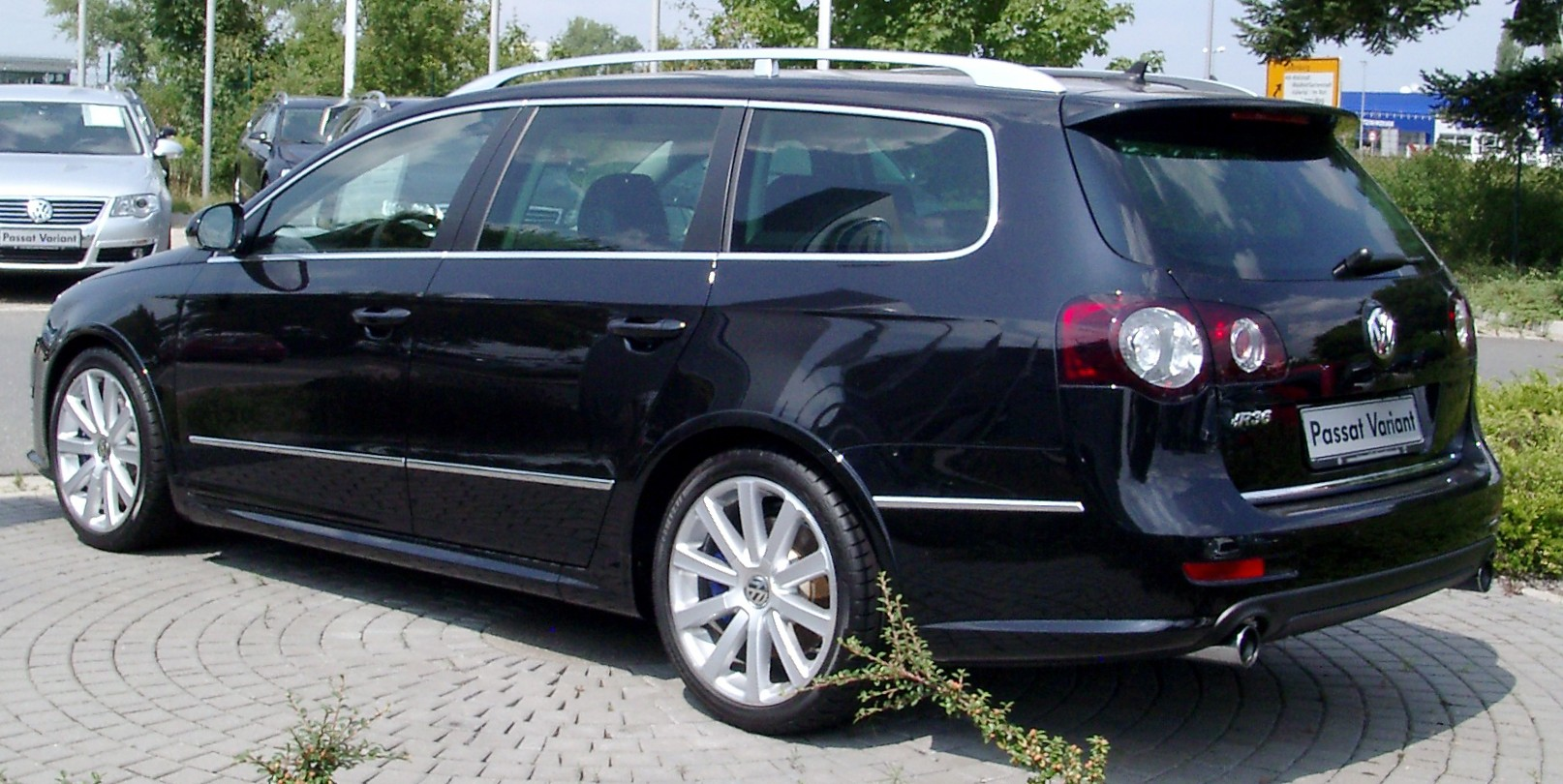
B6 ヴァリアント
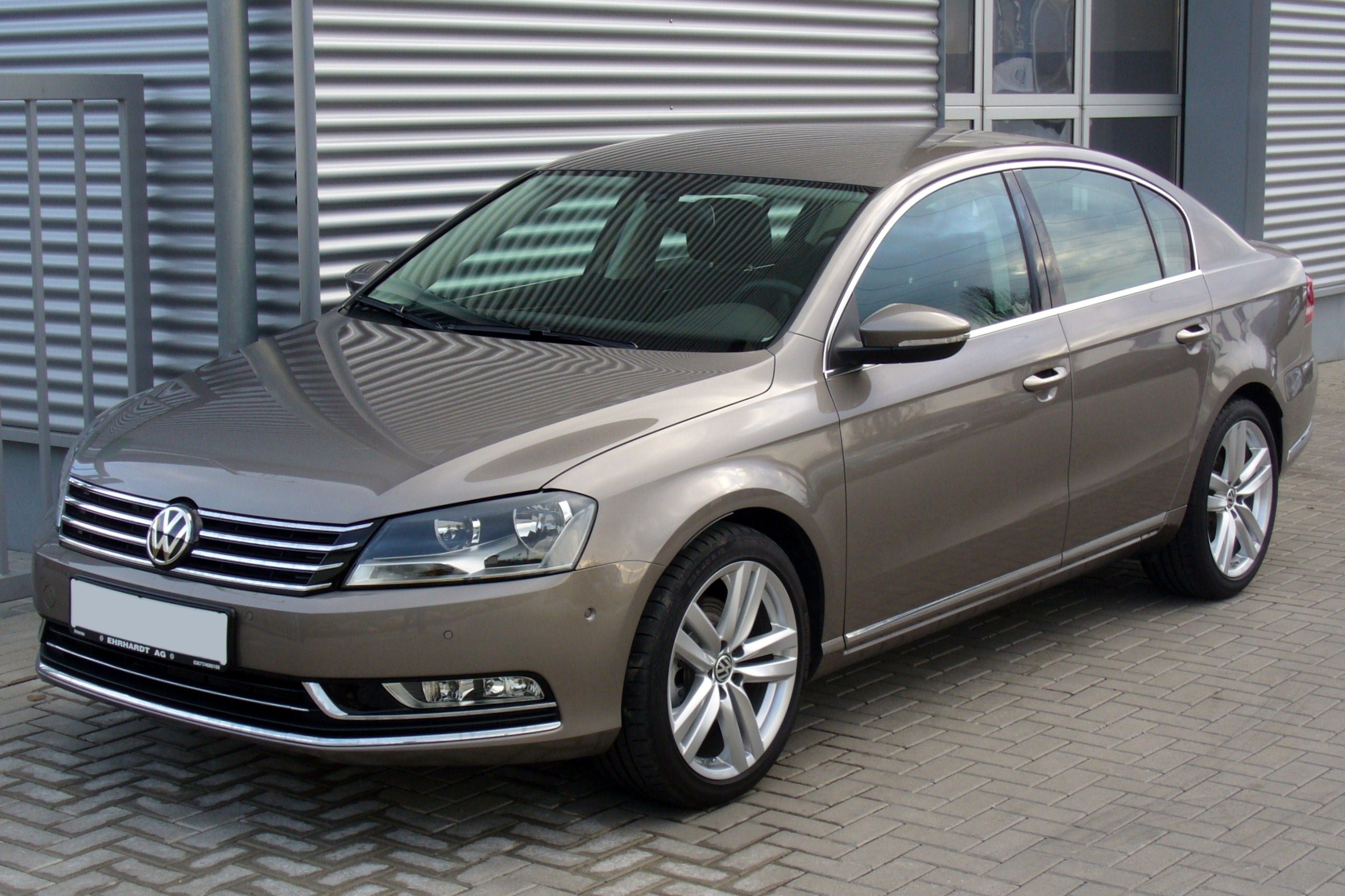
B7 セダン
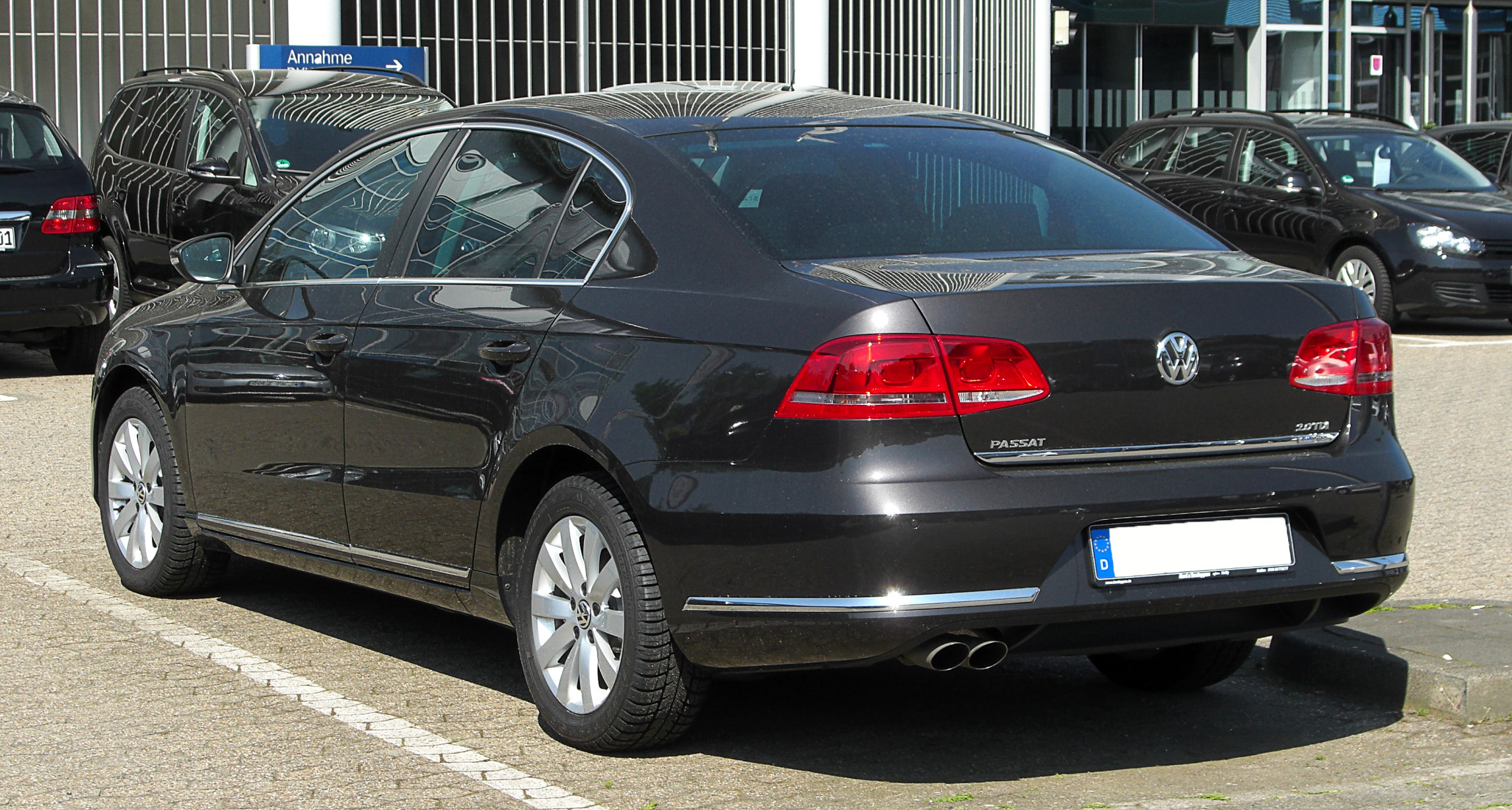
B7 セダン
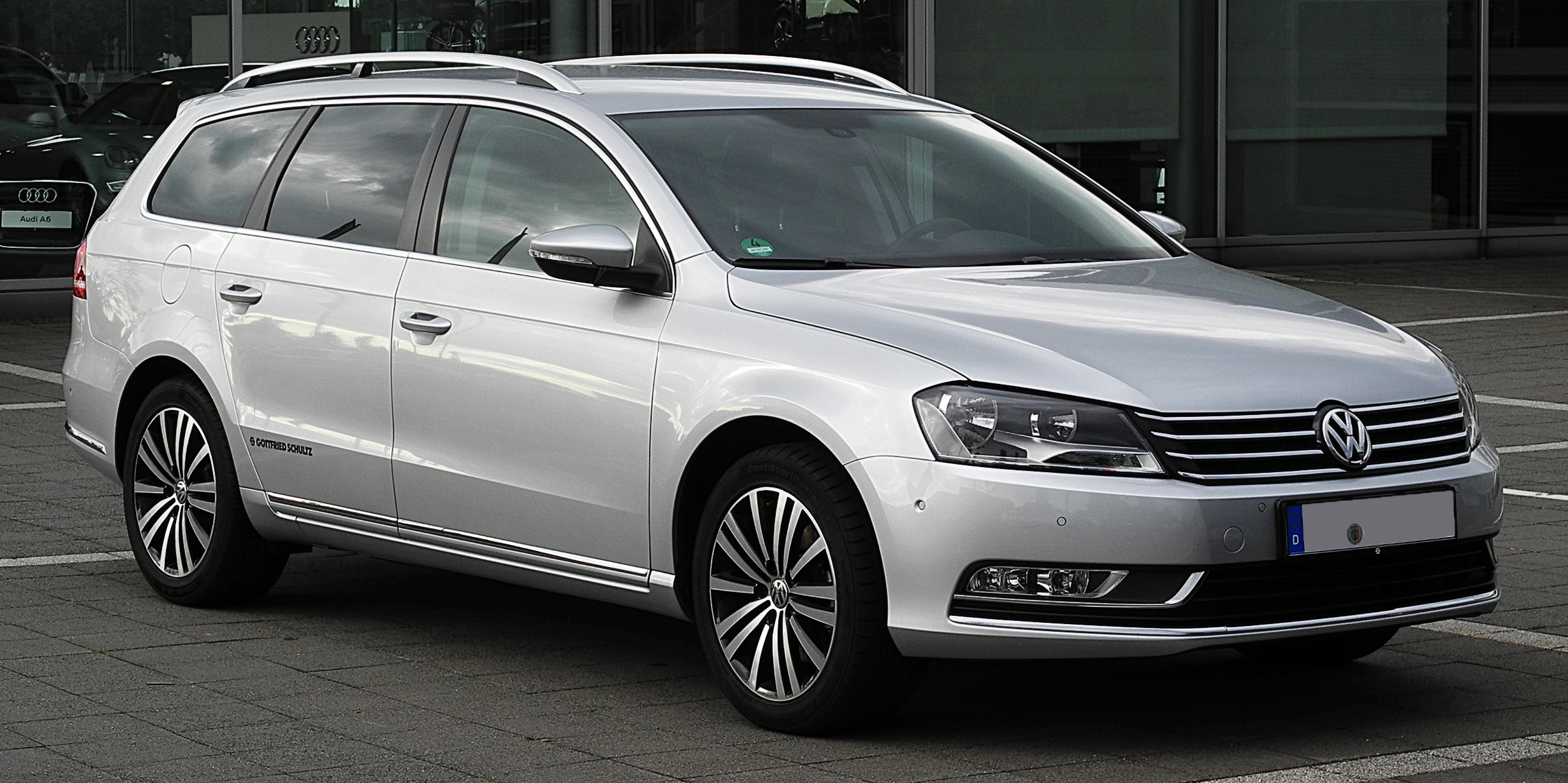
B7 ヴァリアント
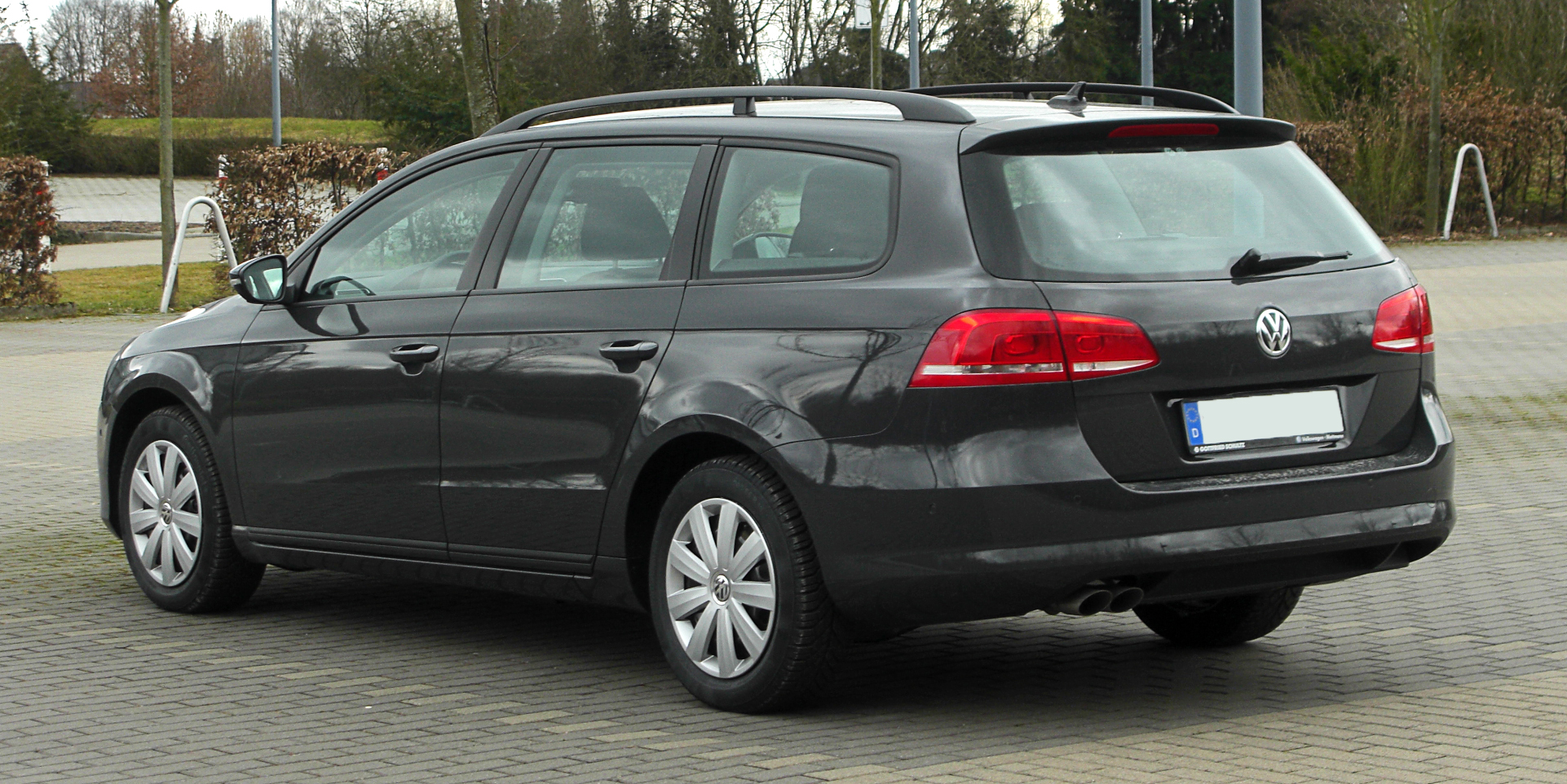
B7 ヴァリアント
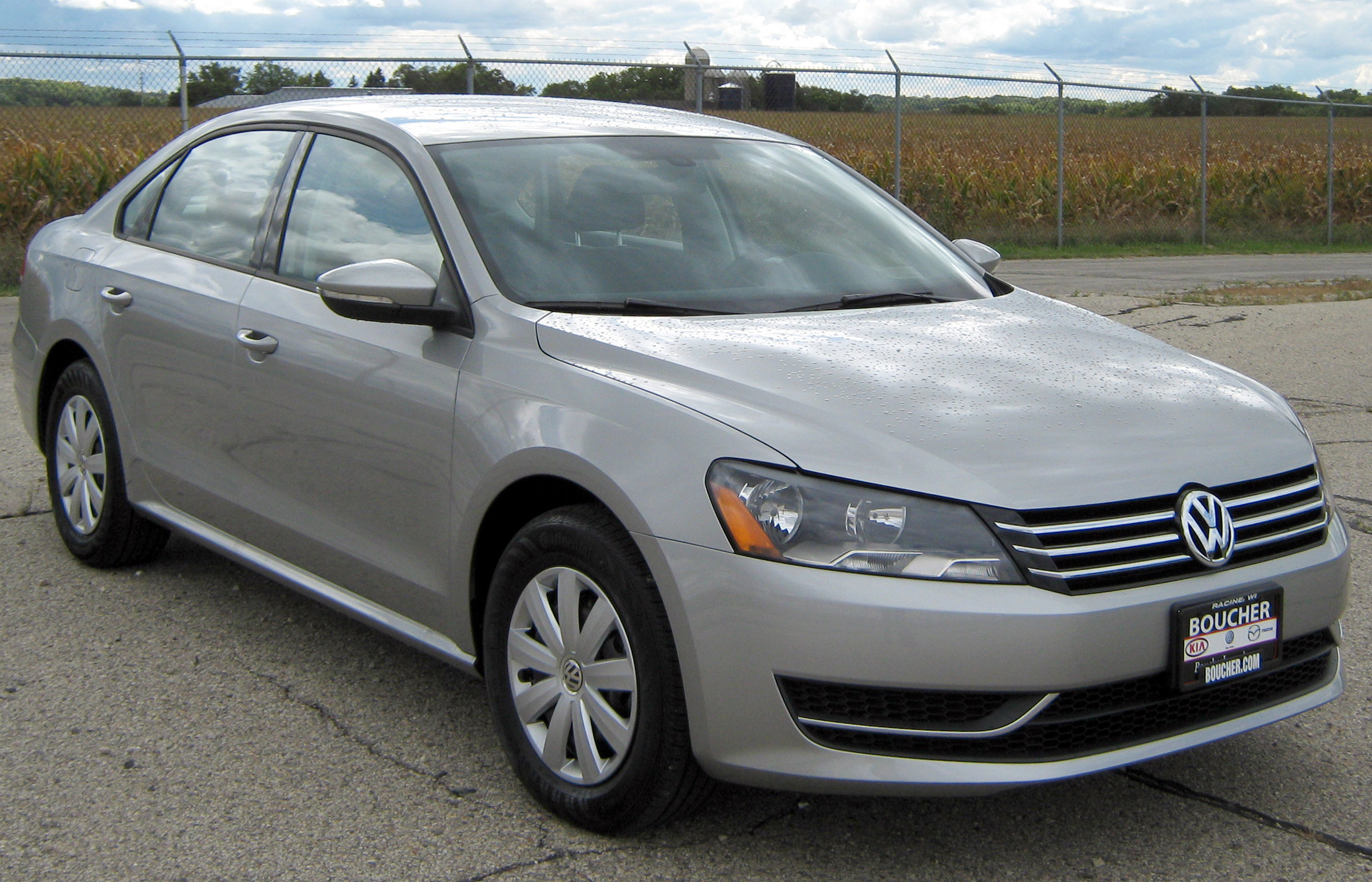
NMS
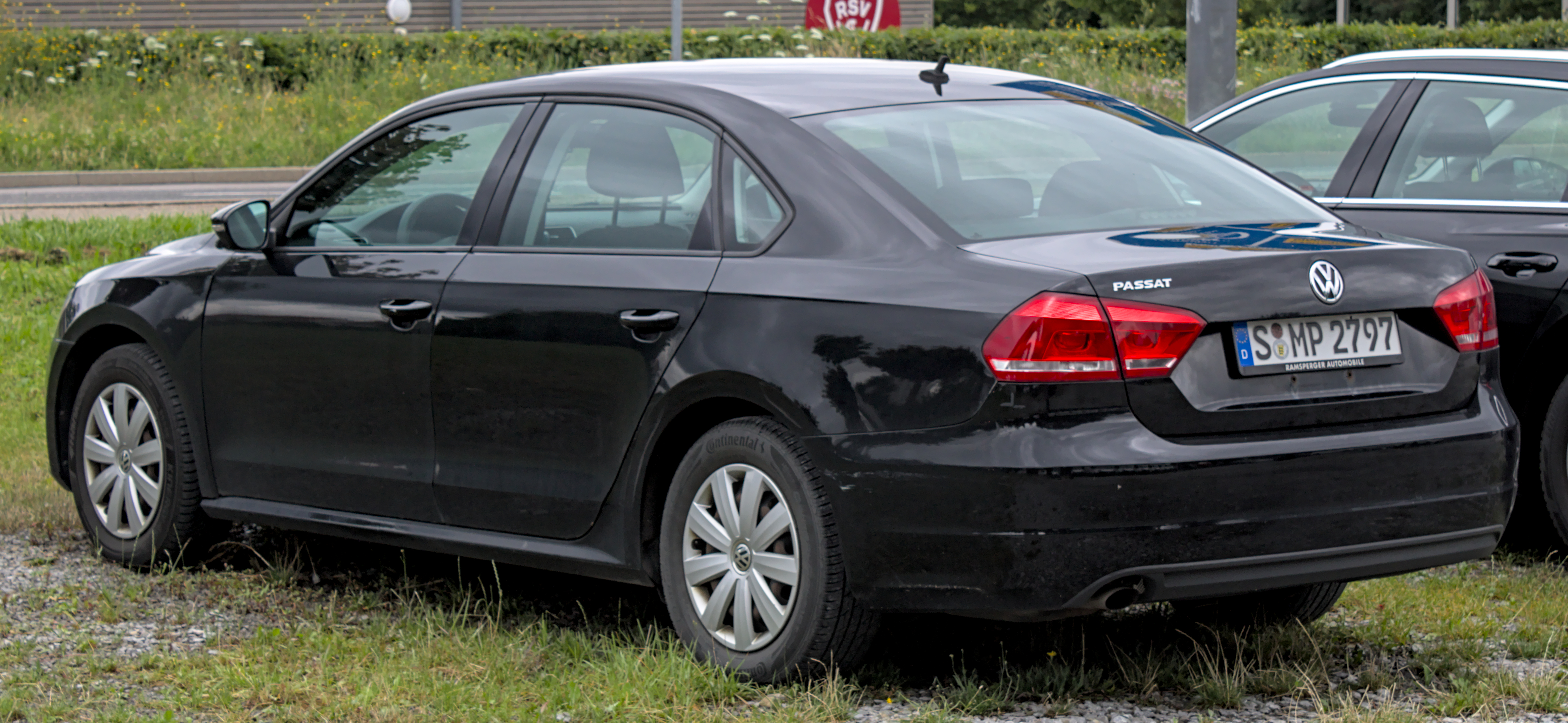
NMS

## 6代目 B8 & B8.5（2015 - 2024年）
新モジュラー戦略「MQB」に基づいて開発され、ドイツ本国を含むヨーロッパでは2014年にデリバリーを開始。欧州カーオブザイヤー2015に選出されている。
翌年の2015年7月16日、日本仕様車もフルモデルチェンジを発表し、同日より販売も開始した。
更なる安全面の強化が図られており、既装備のエアバッグはニーエアバッグを追加して9エアバッグに強化したほか、エアバッグの効果を最適化する「プロアクティブ・オキュパント・プロテクション」を採用。また、助手席のフロントエアバッグには水素を用いた日本国内初認可となる新タイプのインフレーターを採用した。
さらに、自動ブレーキに加えて停止後再発進の機能まで備えた最新世代のアダプティブクルーズコントロール「ACC」と車線維持支援システムの「Lane Assist」が連携した渋滞時追従支援システム「Traffic Assist」、レーダーとカメラを併用して前方を監視し、30km/h以下で走行している時には歩行者も検知可能なプリクラッシュブレーキシステム「Front Assist」、7代目ゴルフに初採用された衝突事故に遭遇した時にすぐに自動ブレーキを発動して衝突の反動に伴う2次衝突の被害を低減する「ポストコリジョンブレーキシステム」、安全な車線移行の為のレーンチェンジアシストシステム「Side Assist Plus」や後退時の事故防止のためのリアトラフィックアラートを標準装備した。
「MQB」の導入に伴って全面的に再設計され、全長をほぼ据え置いた一方、ホイールベースを80mm拡大したことで、前後のオーバーハングが短くなり、ノーズの比率が長くなったことで伸びやかでダイナミックなプロポーションを実現するとともに、室内長を33mm拡大した。フロントデザインは3本のクロームバーを渡したラジエターグリルと立体的造形のヘッドライト、中央のVWバッジで構成された。ラゲージスペースはISO測定法で、パサートは586 L、パサートヴァリアントは650-1,780 Lと大容量とした。
パワートレインは先代同様、1.4 L TSIエンジンを踏襲するが、こちらも「MQB」設計のオールアルミニウム製新世代ユニットとなり、アルミニウムクランクケースの採用による軽量化により、最高出力で28PS、最大トルクで50Nmそれぞれ向上したほか、軽負荷走行時に4気筒のうちの2気筒を休止させるアクティブシリンダーマネジメント（ACT）や先代から継続採用する「BlueMotion Technology」を採用したことでJC08モード燃費を20.4km/Lに向上し、「平成32年度燃費基準+10%」を達成。既搭載のDSGは7速に多段化した。なおこのモデルからV型6気筒と直列5気筒が廃止され、エンジンは全て直列4気筒となった。
グレード体系はパサート・パサートヴァリアントともに、「TSI Trendline」・「TSI Comfortline」・「TSI Highline」・「TSI R-Line」の4グレードに細分化した。
2016年7月5日、ヴァリアントに日本専用の特別限定車「Voyage」を発売。「TSI Comfortline」をベースに、通常はオプション設定となっている純正インフォテイメントシステム「Discover Pro」（ETC2.0対応車載器付き）とLEDヘッドライトパッケージを標準装備したほか、Car Window Filmレギュラースモーク（リア/リア左右）も装備した。ボディカラーは7色を設定しており、250台の限定販売である。
同年9月6日、「R-Line」の改良モデルである「2.0TSI R-Line」を発売。「R-Line」で搭載されていた1.4 L TSIエンジンに替わり、ゴルフGTIと同じく最高出力162kW（220PS）、最大トルク350Nm（35.7kgm）を発生する高出力・高トルク仕様の2.0 L TSIエンジンを新搭載したほか、アクティブシャシーコントロール「DCC」を標準装備した。外観はアルミホイールを19インチに大径化。内装は専用ナパレザーシート、アルミ調ペダルクラスター、レザーマルチファンクションステアリングなどのR-Line専用インテリアを採用。また、テレマティクス機能「Guide&Inform（ガイド&インフォーム）」やコネクティビリティ機能「App-Connect」で構成されたモバイルオンラインサービス「Volkswagen Car-Net」に対応した純正インフォテイメントシステム「Discover Pro」を標準装備した。
同年11月22日、セダン及びヴァリアントの一部改良を行った。本改良で、「TSI Comfortline」は新たに「TSI Eleganceline」とグレード名を変更し、LEDヘッドライト（オートハイトコントロール、LEDポジションランプ、LEDターンシグナル付き）やアルカンターラ&レザーシート（シートヒーター付き）、アルミニウムデコラティブパネル、イージーオープン機能付きパワーテールゲート等の快適装備を追加。また、モバイルオンラインサービス「Volkswagen Car-Net」を「Discover Pro」とセットオプションで設定した。「TSI Highline」は、「TSI Eleganceline」の装備に加えアルミホイールが18インチに拡大、モバイルオンラインサービス「Volkswagen Car-Net」が標準装備化され、更にデジタルメータークラスター「Active Info Display」や駐車支援システム「Park Assist」等をセットにした「テクノロジーパッケージ」をオプション設定した。
2017年7月20日、セダン及びヴァリアントの一部改良を行った。本改良で、純正インフォテイメントシステムの機能向上（ディスプレイの大型化、ワイドFMの対応化、一部グレードに標準装備の「Discover Pro」はジェスチャーコントロール機能の追加など）を行ったほか、前進・後退時衝突軽減ブレーキ機能を追加した改良型のパークディスタンスコントロールとi-Size基準適応チャイルドシート固定装置（後席左右）を全グレードに標準装備した。
同年8月29日、ヴァリアント限定車「TSI Eleganceline Tech Edition」を発売。「TSI Eleganceline」をベースに、「Discover Proパッケージ」とカタロググレードでは「TSI Highline」以上にメーカーオプション設定されている「テクノロジーパッケージ」を標準装備したほか、ダイナミックコーナリングライトとヘッドライトウォッシャーも標準装備し、18インチアルミホイールを専用デザインに変更した。ボディカラーは「パイライトシルバーメタリック」と「マンガングレーメタリック」の2色を設定。各色150台ずつ、計300台の限定販売となる。
2018年2月14日、ディーゼル車「TDI」を追加発売。グレード体系はパサート・パサートヴァリアント共に「TDI Eleganceline」と「TDI Highline」の2グレードが設定される。
同年10月31日、クロスオーバー4WDディーゼルモデル「Alltrack（オールトラック）」を追加発売。外観はヴァリアントよりも車高が30mm高く、専用バンパーやホイールエクステンション、サイドシルを採用。内装では専用シートやアルミ調ペダルクラスターを採用した。さらに、ホイールロックのインターバルを制御するABSの調整、時速30km以下で急な下り坂に差し掛かった時に車速が一定になるように4輪全てでブレーキを自動制御する「ヒルディセントアシスト」、アクセルペダルの特性変更で構成されたオフロード走行向きの制御設定が可能な専用オフロードモードが搭載された。グレードは「TDI 4MOTION」と、ダイナミックコーナリングライト、ダイナミックライトアシスト、アラウンドビューカメラ「Area View」、駐車支援システム「Park Assist」、ヘッドライトウォッシャー、デジタルメータークラスター「Active Info Display」、ナパレザーシート、アダプティブシャシーコントロール「DCC」、電子制御式ディファレンシャルロック「XDS」などを追加した「TDI 4MOTION Advance」の2種類が設定される。
2021年4月6日、日本仕様車をマイナーチェンジ（B8.5）。バンパー・ラジエーターグリル・リアの中央部分に移された「PASSAT」ロゴなど外観デザインが刷新され、内装は従来のアナログ時計に替わり、バックライト付の「Passat」ロゴが配され、インフォテイメントシステムやデジタルメータークラスターと同色に反映されるアンビエントライトが装備された。パワートレインは、ガソリン車に搭載されるTSIエンジンを排気量1.4 Lから1.5 LのDPC型へ換装し、ディーゼル車はトランスミッションが7速DSGに変更された。また、VW初の運転支援システムが導入され、あらかじめ設定された車速内において前走車との車間及び走行レーンの維持をサポートし、高速道路などの長距離移動における安全性の向上と疲労軽減に寄与する同一車線内全車速運転支援システム「Travel Assist」とフロントカメラで対向車や先行車を検知し、マトリックスモジュールに搭載されたLEDを個別制御して最適な配光を可能にするLEDマトリックスヘッドライト「IQ.LIGHT」が全車に標準装備。インフォテイメントシステムは新世代システムとなり、オンラインサービスの「We Connect」との組み合わせにより、渋滞情報の入手に加え、専用アプリによりスマートフォン上で窓の閉め忘れや駐車位置などの車両情報の確認やドアの解錠・施錠の操作も可能となった。ボディカラーはパサートとオールトラックに従来はバリアント専用だった「アクアマリンブルーメタリック」が追加された。グレード体系はパサートとパサートバリアントで刷新され、共通で「TSI Elegance」、「TSI Elegance Advance」、「TDI Elegance」、「TDI Elegance Advance」の4グレード設定し、バリアントには従来の「R-Line」をTDIモデルとして刷新された「TDI R-Line」も設定される。
2022年8月9日、パサートヴァリアントとパサートオールトラックの日本仕様車を仕様変更（同月中旬以降順次出荷）。USB type Cポートの給電機能をUSB PD規格に対応。ボディカラーにグレイシアホワイト メタリックを追加設定した。また、原材料費等の急激な価格上昇に伴う工場出荷価格の上昇を受けて車両本体価格（メーカー希望小売価格）が改定され、グレードにより、パサートヴァリアントは17.54万円～21.68万円（10%相当の消費税込）、パサートオールトラックは20.7万円～22.3万円（10%相当の消費税込）それぞれ値上げされた。なお、パサートとパサートGTEヴァリアントは車両本体価格（メーカー希望小売価格）が据え置きとなった。

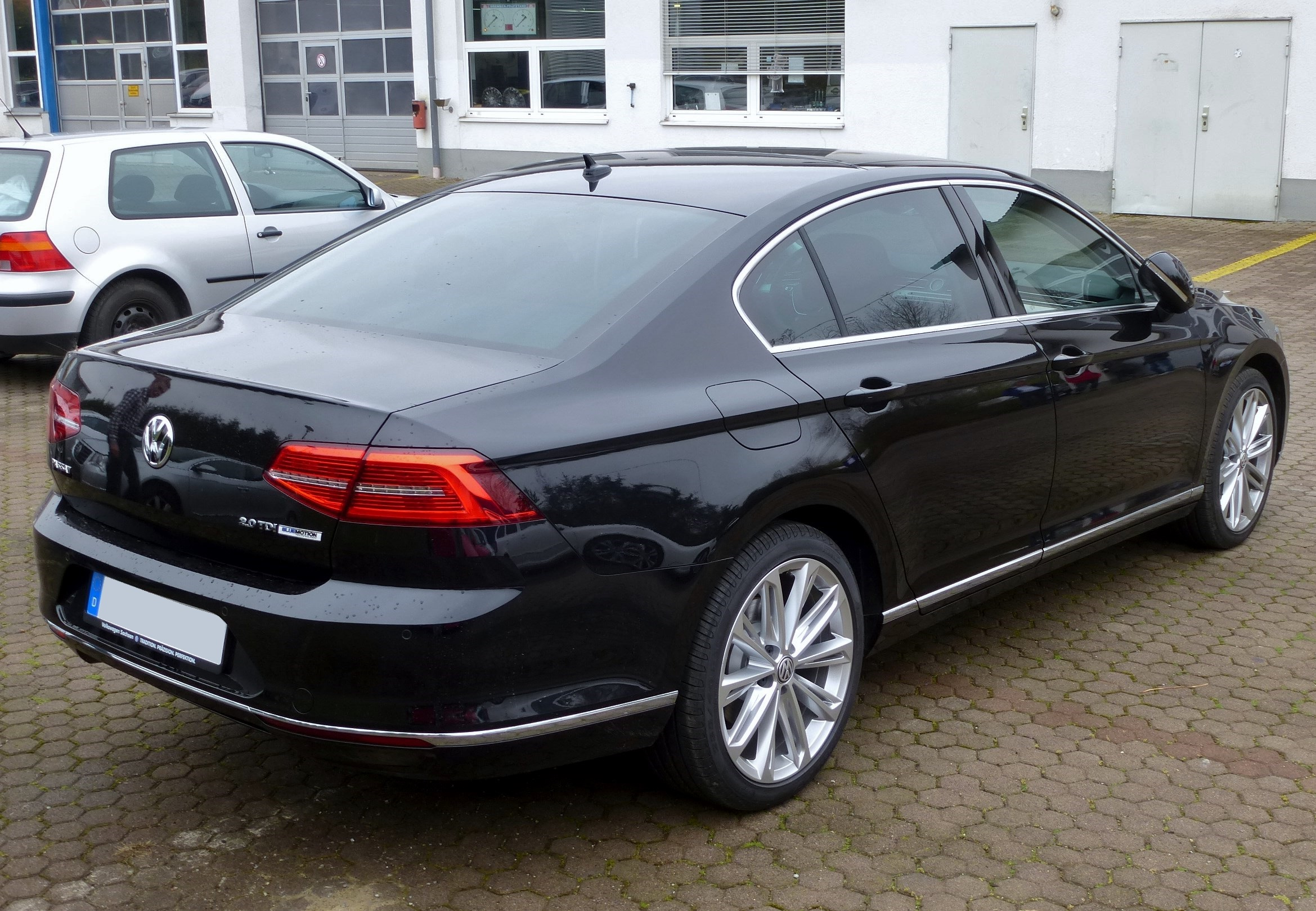
B8 セダン
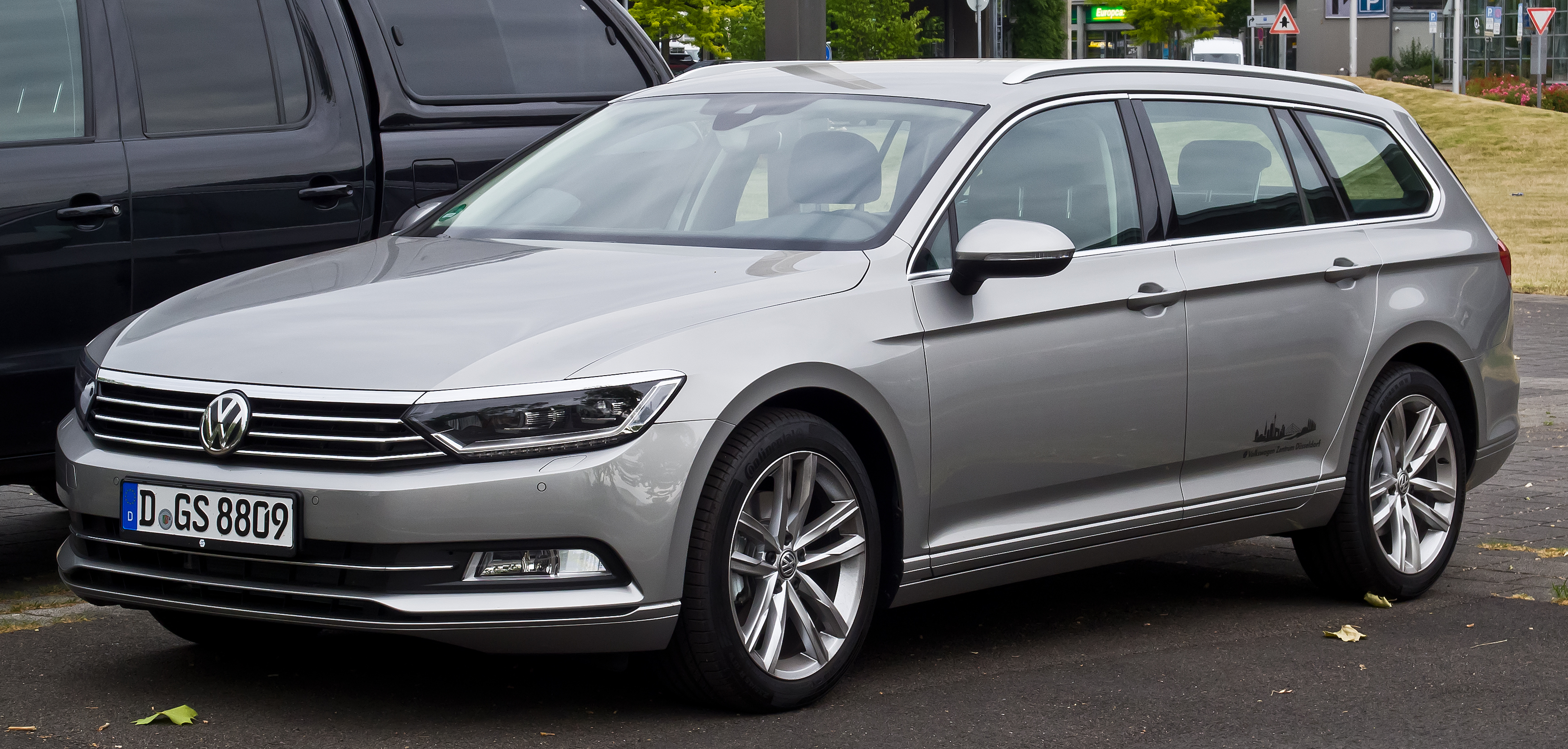
B8 ヴァリアント
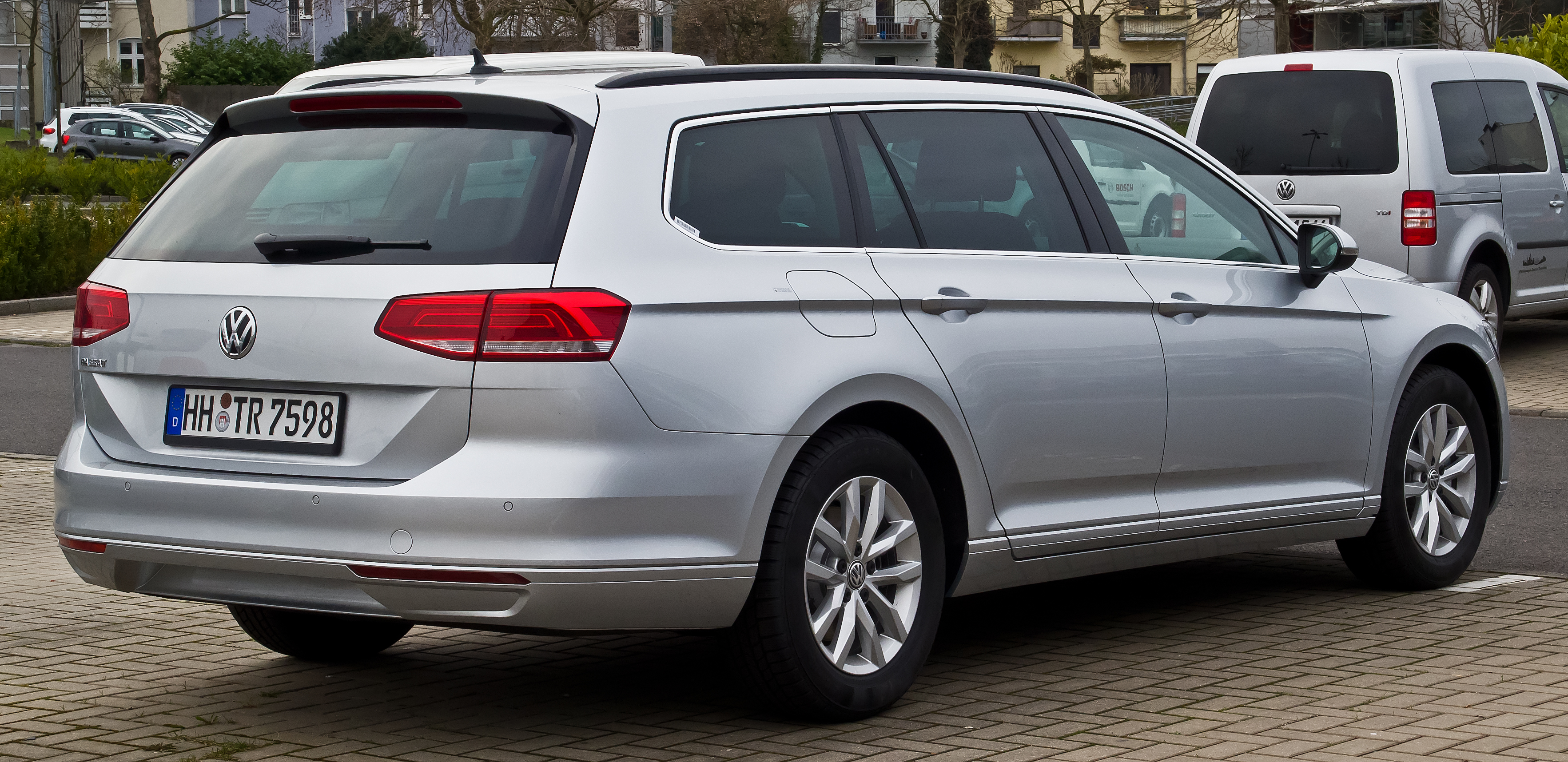
B8 ヴァリアント
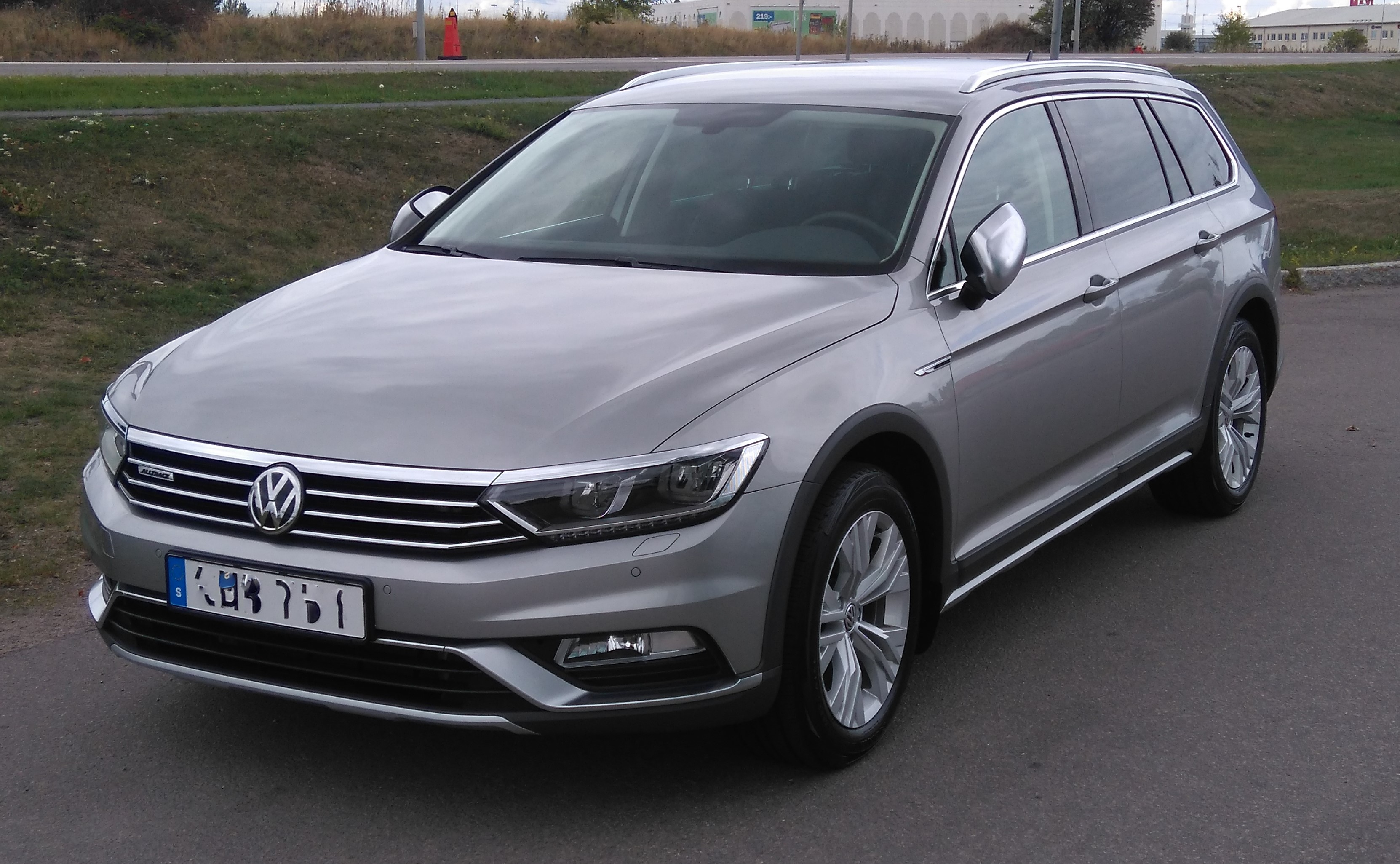
B8 オールトラック
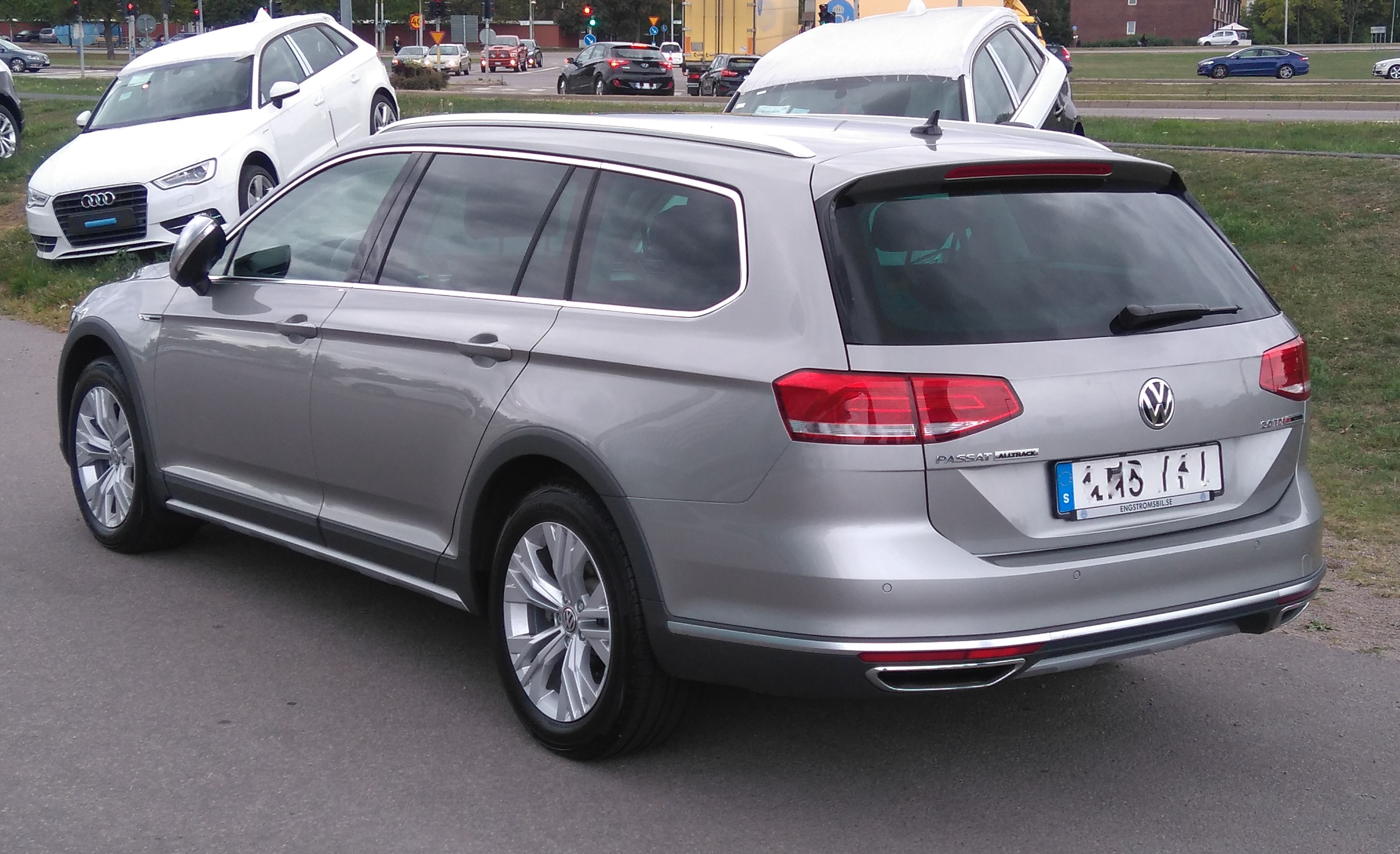
B8 オールトラック
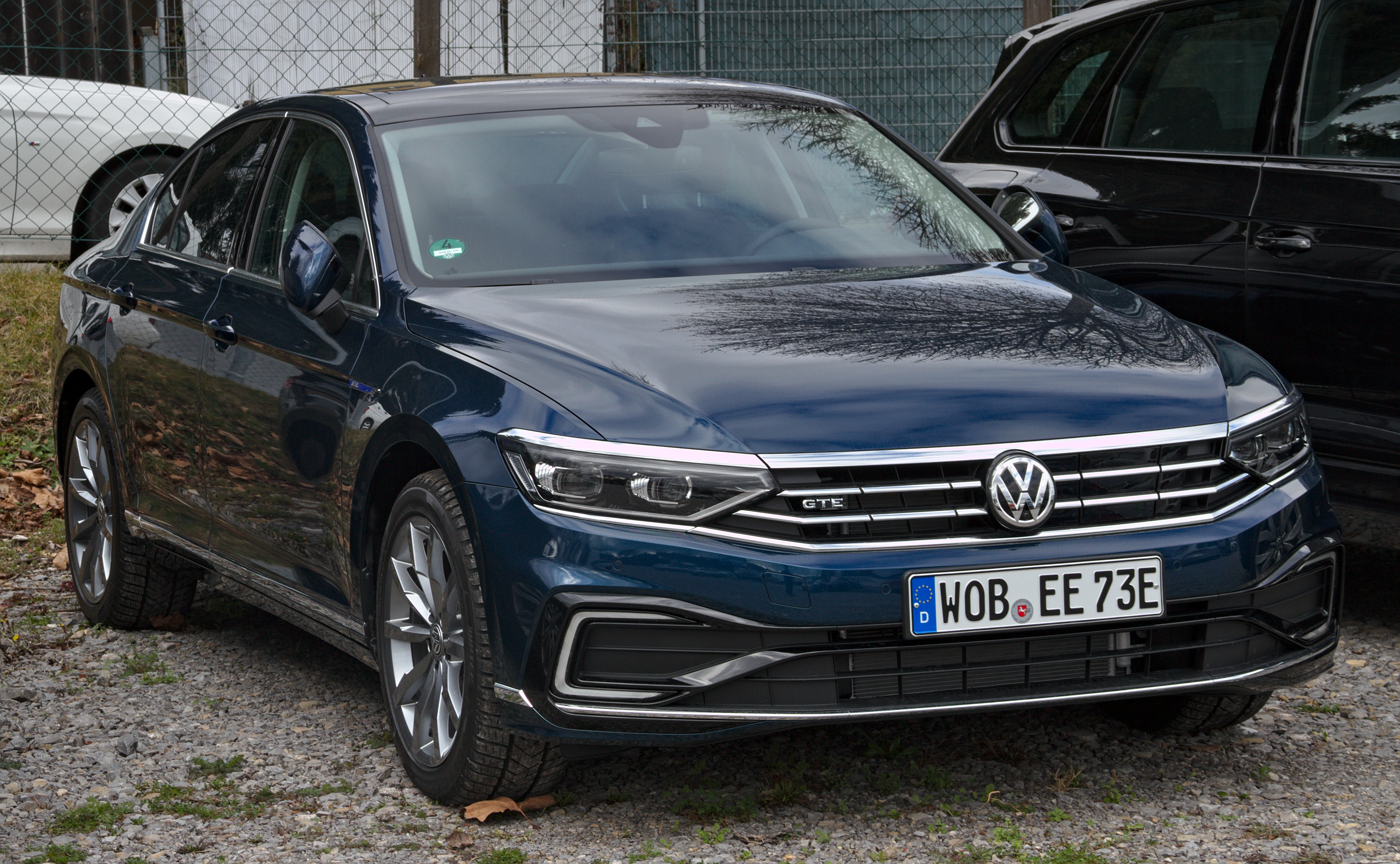
B8.5 セダン
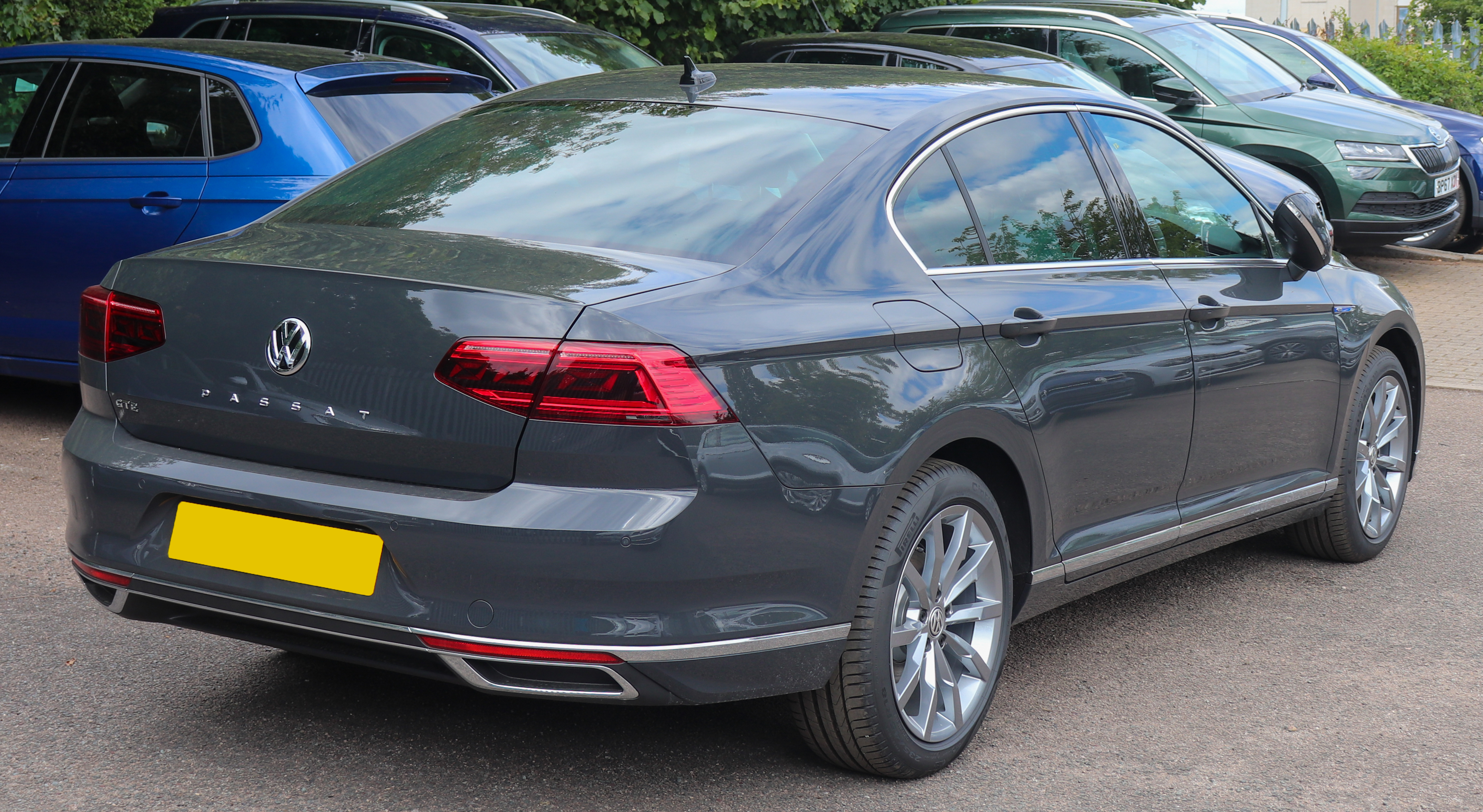
B8.5 セダン
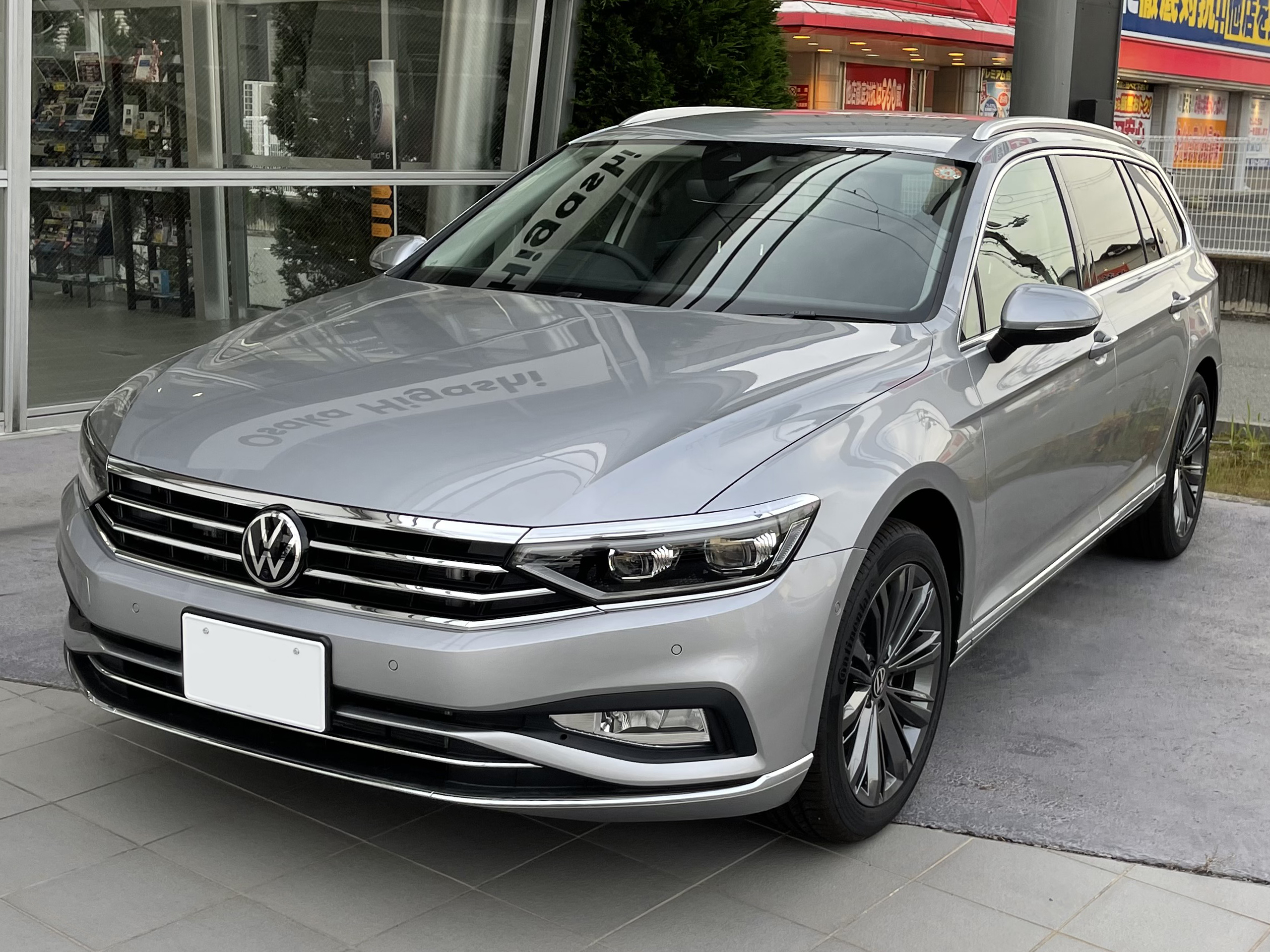
B8.5 ヴァリアント
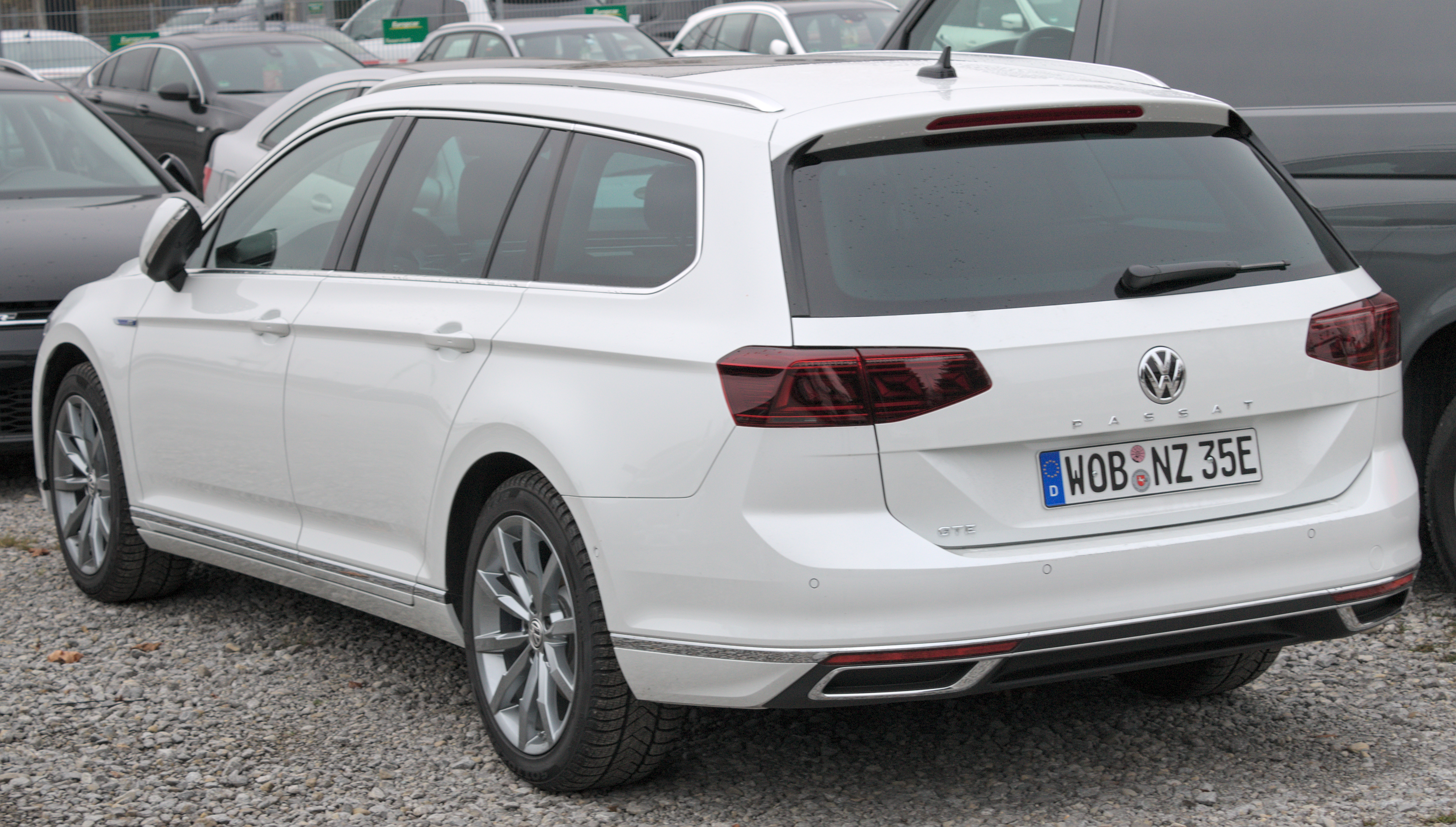
B8.5 ヴァリアント

### エンジン
- 1.4 L 直列4気筒DOHCインタークーラー付ターボ、150馬力
- 1.5 L 直列4気筒DOHCインタークーラー付ターボ、150馬力
- 2.0 L 直列4気筒DOHCインタークーラー付ディーゼルターボ、190馬力
- 2.0 L 直列4気筒DOHCインタークーラー付ターボ、220馬力

### パサートGTE
2016年6月7日、「ゴルフGTE」に次ぐプラグインハイブリッドモデルとなる「パサートGTE」を発売。セダン及びヴァリアントの双方に用意され、10万8千円のクリーンエネルギー自動車等導入促進対策費の適用が受けられる。
直列4気筒DOHC 1.4 L ガソリン直噴ターボエンジンにモーターを組み合わせたもので、EVモードでは国内のPHEVの中では最長となる51.7kmを実現。ハイブリッドモードではJC08モードで21.4km/Lの低燃費を、GTEモードでは0-100km7.4秒の加速を実現している。
エクステリアは、青いGTEエンブレムとLEDヘッドライトからラジエーターグリルの上部に伸びる水平ライン、フロントバンパーの左右にレイアウトされたC字型のLEDヘッドランプを採用した。インテリアは、シフトノブにブルーステッチが与えられ、専用のレザー3本スポークマルチファンクションステアリングホイールなどを装備している。上位グレードのGTE Advanceではフォルクスワーゲンでは初となるデジタルメータークラスターの「Active Info Display」やヘッドアップディスプレイを採用した。アラウンドビューカメラ「Area View」、駐車支援システム「Park Assist」、ドライビングプロファイル、アダプティブシャシーコントロール（DCC）等も装備している。
安全面では、これまで提供されてきた各種安全システムを「Volkswagenオールイン・セーフティ」とし、「アダプティブクルーズコントロール（全車速追従機能付き）」、「LaneAssist」、「プロアクティブオキュパントプロテクション」等を全車標準装備とした。
2017年8月29日、一部改良。純正インフォテイメントシステム「Discover Pro」の性能向上を行ったほか、パークディスタンスコントロールに前進・後退時衝突軽減ブレーキ機能を追加し、i-Size基準適合チャイルドシート固定装置（後席左右）を採用した。
2022年4月5日、マイナーチェンジ（B8.5、同年4月14日発売）。バッテリー容量を13kWhに増強されたことで、EV渡航可能距離を向上。2021年4月にマイナーチェンジされたパサートバリアント同様に外観デザインが刷新され、リアの「GTE」ロゴがCIの真下に配置された。また、同一車線内全車速運転支援システム「Travel Assist」やLEDマトリックスヘッドライト「IQ.LIGHT」も装備された。なお、半導体の供給不足などの影響により、同年内の供給量は50台程度となる見込みで、それ以降の受注分については2023年以降の出荷となる。

## 7代目 B9（2024年 - ）
従来の「MQB」から改良された「MQB evo」をベースとし、ホイールベースは先代比で50mm延長された。
ボディタイプはヴァリアントが主体となり、セダンは中国市場（マゴタン）を除いて廃止された。また、生産はスロバキアのブラチスラヴァで行われる。
従来のアダプティブシャシーコントロール「DCC」は、ボリュームセグメント初のバルブ独立制御式の「DCC Pro」に進化し、従来の機構では不可能だった複雑な制御を実現する。DCC Proは伸び側/縮み側が独立したオイル回路となっているため、それぞれ別々に減衰力をコントロールするもので、ボリュームセグメントでは世界初採用となった。
さらに、MQB evoによりDCC Proと電子制御ディファレンシャルロック（XDS）を高度に協調制御する「Vehicle Dynamics Manager」をVWとしては初めて採用した。走行状況に応じて4輪独立で可変制御することで、さらに正確かつ高次元なステアリングレスポンスを実現した。
パワートレインは、気筒休止システム（ACT）と48Vマイルドハイブリッドシステムを組み合わせた1.5L eTSI ガソリンエンジン（FF）と、SCRシステムを2つに分割したツインドージングシステムを備える2.0L TDI クリーンディーゼルエンジン（フルタイム4WD）に加えて、従来より走行レンジを延伸させたプラグインハイブリッドのeHybrid（FF）を用意する。 
1.5L eTSIと2.0L TDIには7速DSGが、1.5L eTSI PHEVには6速DSGが搭載される。シフトレバーの配置は、従来のフロアシフトからコラムシフトへと改められた。
従来よりボディを拡張し、ひとクラス上のセグメントに相当するボディサイズが与えられた。特に、50mm延長されたホイールベースにより、リヤシートの居住性が向上した。また、荷室容量は最大1,920Lと、日本のステーションワゴンとして最大級の容量を誇る。 
進化した駐車支援システム「Park Assist Plus」は、ステアリング操作のみならず、アクセル・ブレーキも自動操作する。新たに搭載されたメモリー機能では、駐車スペースの50m手前からの操作を記憶する事ができ、最大5件までメモリー登録が可能となる。 
2024年11月25日、日本市場で正式に販売を開始。なお、予約注文の受付は、同年9月から行われていた。 
グレードは、Travel Assistやレーンキープアシストシステム「Lane Assist」、 レーンチェンジアシストシステム「Side Assist Plus」などの最新の運転支援システムをすべて標準装備とした『Elegance Basic』のほか、15インチの大型タッチディスプレイを備えた純正インフォテイメントシステム”Discover Pro”やヘッドアップディスプレイを標準装備した『Elegance』、専用エクステリアを身に纏い、専用シートや19インチアルミホイールを装着した『R-Line』の3グレードを設定する。『Elegance Basic』は1.5L eTSIのみの設定で、『Elegance』『R-Line』は1.5L eTSI、2.0 L TDI、1.5L eTSI PHEVの全てに設定される（計3グレード7タイプ）。 

### エンジン
- 1.5 L 直列4気筒DOHCインタークーラー付ターボ（150馬力）＋48Vマイルドハイブリッドシステム
- 1.5 L 直列4気筒DOHCインタークーラー付ターボ（150馬力）＋19.7kWh プラグインハイブリッドシステム（150kW/350Nm）
- 2.0 L 直列4気筒DOHCインタークーラー付ディーゼルターボ（193馬力）

## 車名の由来
ドイツ語で貿易風を意味する。